# Tilman Riemenschneider

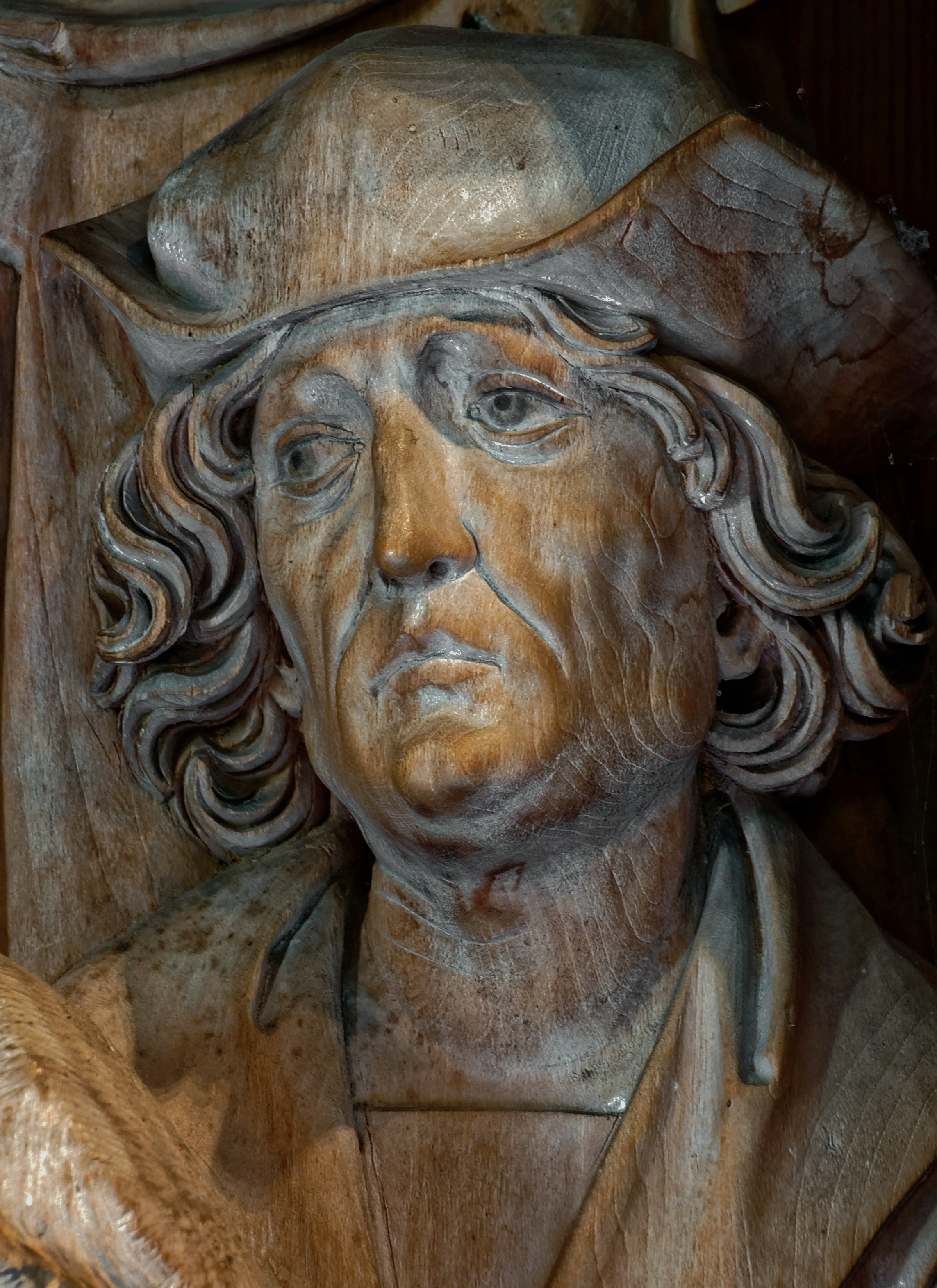
Tilman Riemenschneider. Mutmaßliches Selbstporträt, Detail vom Creglinger Marien-Retabel

Tilman Riemenschneider (* um 1460 in Heiligenstadt; † 7. Juli 1531 in Würzburg) war ein deutscher Bildschnitzer und Bildhauer sowie Bürgermeister und Freiheitskämpfer. Er zählt zu den bedeutendsten Künstlern am Übergang von der Spätgotik zur Renaissance um 1500. Neben Michel Erhart, Veit Stoß und Michael Pacher prägte er den Stil des spezifisch süddeutschen Lindenholzaltars, den er als erster auch ungefasst vorstellte.

## Leben

### Frühe Jahre
Tilman Riemenschneider wurde zwischen 1459 und 1462 in Heiligenstadt im Eichsfeld geboren. Als er etwa fünf Jahre alt war, musste sein Vater wegen früherer Verwicklungen in die Mainzer Stiftsfehde Heiligenstadt verlassen und verlor außerdem seinen Besitz. Die Familie zog nach Osterode um, wo sich der Vater als Münzmeister niederließ und Tilman seine Kinder- und Jugendjahre verbrachte.
Aufgrund der schlechten Quellenlage ist zu Riemenschneiders Ausbildungszeit in den 1470er Jahren nichts belegbar. Über allein stilistische Analysen wird allgemein davon ausgegangen, dass seine Lehre hochwahrscheinlich in Straßburg, bei Nachfolgern des stilprägenden Niclas Gerhaert van Leyden, und Ulm, möglicherweise bei Michel Erhart, erfolgte. Die Maria der Verkündigung im Louvre etwa weist mit ihrer raumgreifenden Energie auf Gerhaert, während die aus der Marienkapelle in Würzburg stammende Verkündigungsmaria aus der gleichen Zeit um 1495 Einflüsse Erharts zeigt. Riemenschneider kam in seinen Lehrjahren vermutlich auch bereits mit der Kunst Martin Schongauers in Berührung, durch den er mittelbar auch die flämische Kunst eines Rogier van der Weyden kennenlernte. Kupferstiche Schongauers dienten ihm später als Vorlagen.

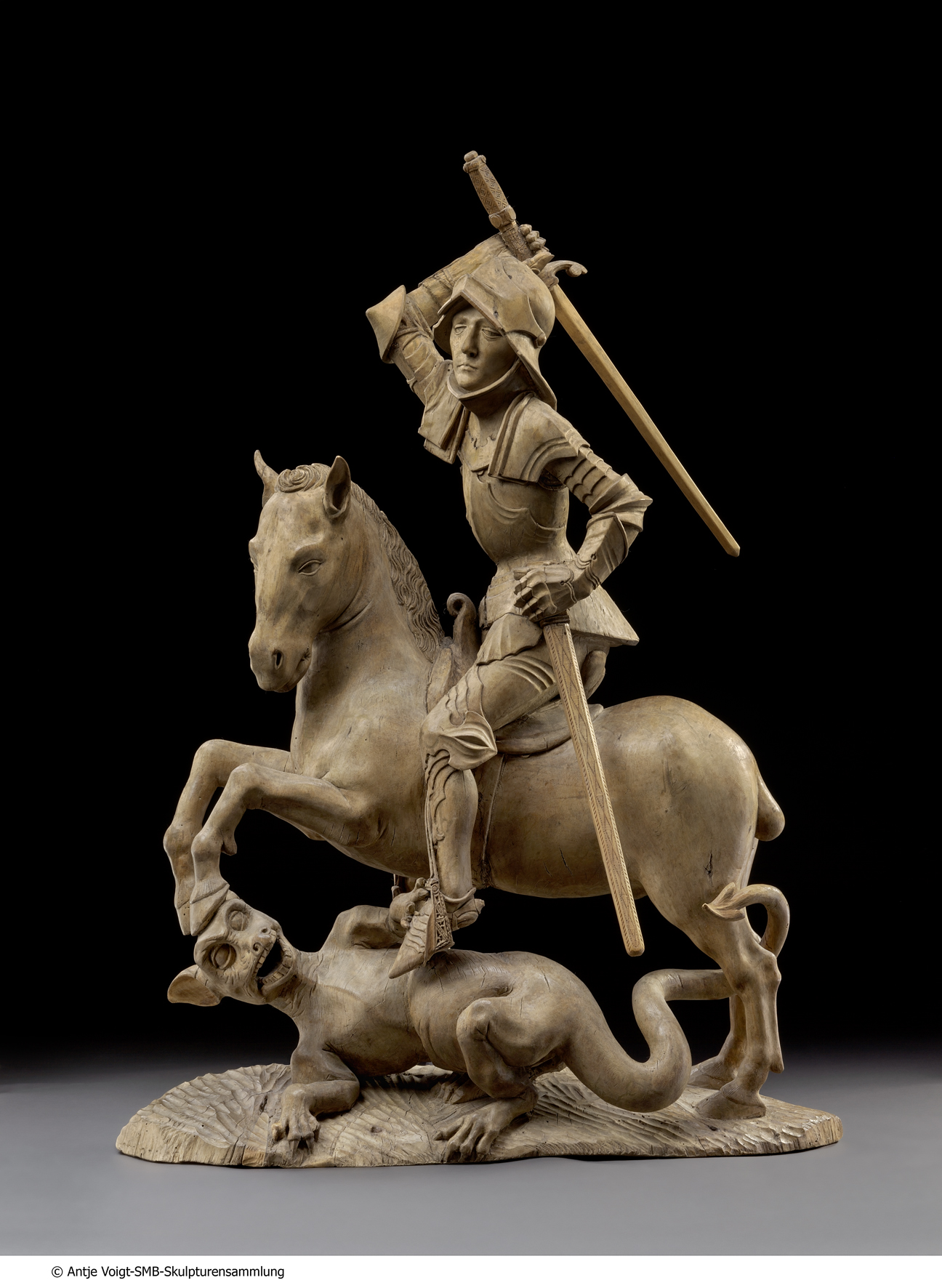
Der heilige Georg im Kampf mit dem Drachen, um 1490/1495, Bode-Museum, Berlin

### Würzburger Zeit
Für seinen Weg nach Würzburg ist vermutlich sein Onkel Nikolaus verantwortlich, ein Rechtsgelehrter in hohen Ämtern und Beziehungen zum Fürstbischof Rudolf II. von Scherenberg. Dieser mag ihm eine Anstellung im Würzburger Kollegiatstift Haug verschafft haben, die Riemenschneider nach dem Tod des Onkels 1478 verließ. Der Name Tilman Riemenschneider war allerdings nicht einzigartig, so dass die Identität mit dem Angestellten im Stift offen bleibt. Sicher ist, dass Riemenschneider am 7. Dezember 1483 als „Malerknecht“ in die Sankt-Lucas-Gilde der Maler, Bildhauer und Glaser aufgenommen wurde.
Nachdem er am 28. Februar 1485 Anna Schmidt, die Witwe eines Goldschmiedemeisters, geheiratet hatte, endete sein Gesellendasein. Ihm wurden die Würzburger Bürgerrechte verliehen und er kam zu Meisterehren. Dieser Weg des gesellschaftlichen Aufstiegs war im Spätmittelalter üblich. Die starre Zunftordnung ließ Ortsfremden oft gar keine andere Möglichkeit, in die Reihen der einheimischen Handwerksmeister aufgenommen zu werden. Außer Status und Vermögen, darunter der „Hof zum Wolfmannszichlein“ in der Franziskanergasse, brachte Tilman Riemenschneiders erste Ehefrau drei Söhne in die Ehe mit. Sie starb nach fast zehn Ehejahren und hinterließ ihm eine gemeinsame Tochter.

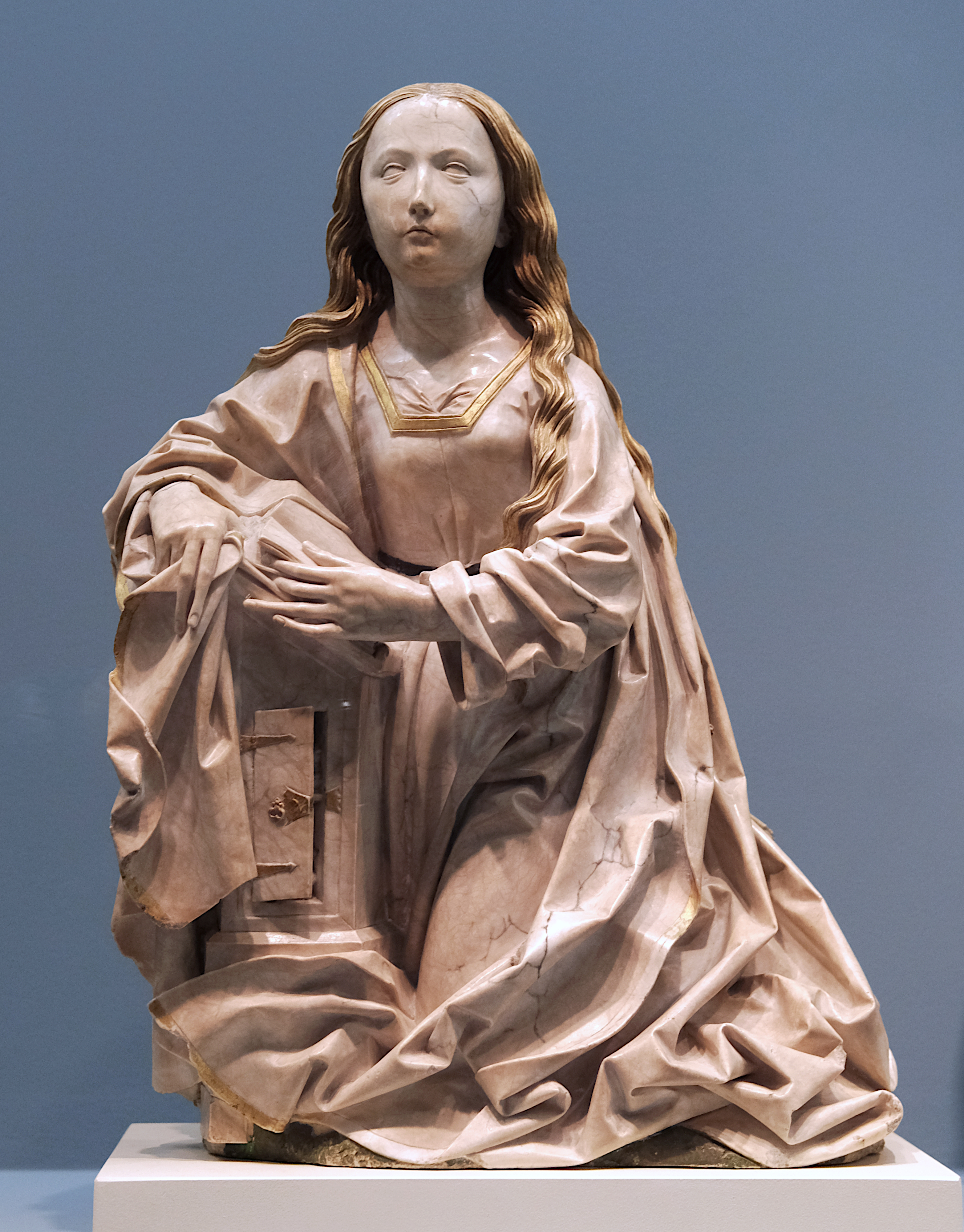
Maria der Verkündigung, Alabaster, um 1495, ehemals St. Peterskirche in Erfurt, Louvre, Paris (RF1384)

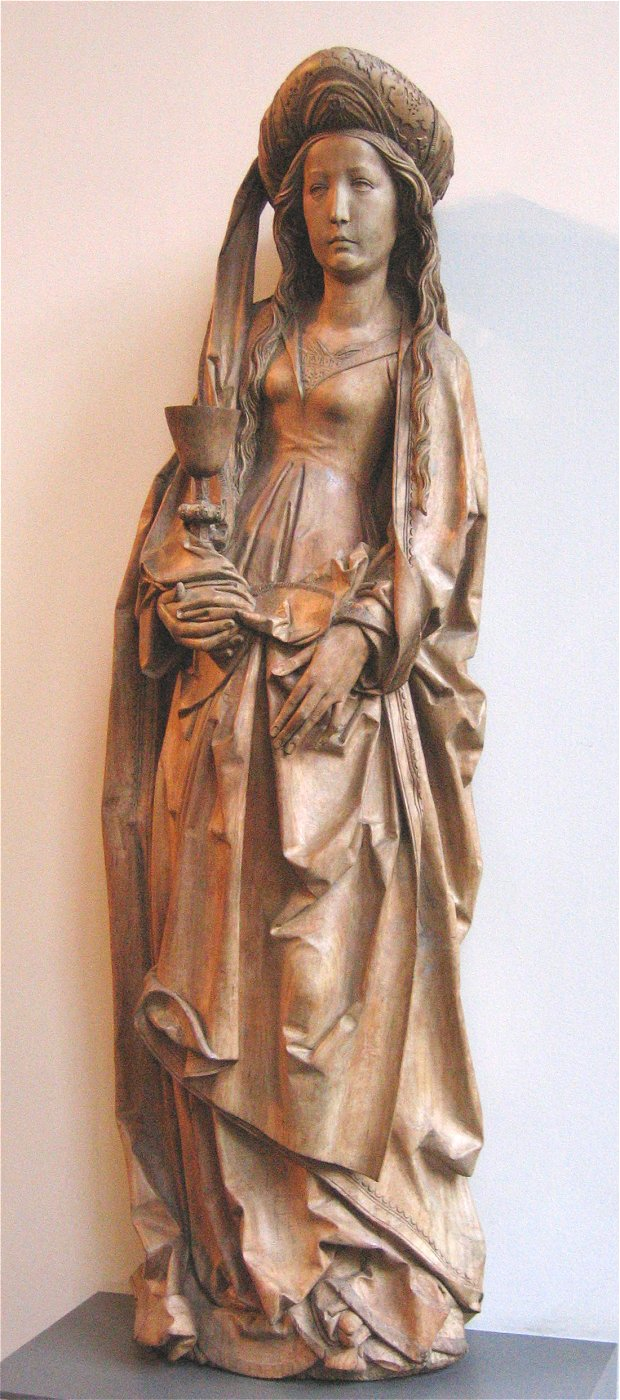
Heilige Barbara, um 1510, Bayerisches Nationalmuseum

1497 heiratete Tilman Riemenschneider zum zweiten Mal. Mit Anna Rappolt hatte er drei Söhne: Georg (auch Jörg), der später die Werkstatt des Vaters übernahm, Hans (um 1500–1582), der als Bildschnitzer nach Nürnberg ging, und den Südtiroler Maler Bartlmä (Bartholemäus) Dill Riemenschneider. Ihre Mutter starb um 1506/1507 im neunten Ehejahr. Ein Jahr nach ihrem Tod heiratete Tilman Riemenschneider 1507 zum dritten Mal, Margarete Wurzbach. Nachdem auch sie verstorben war, heiratete er um 1520 Margarete, Witwe des Kilian Thurner, Tochter des Viertelmeisters Hans Schirmer, die ihn überlebte. Während die Ehefrauen den großen Meisterhaushalt führten, in dem auch die Lehrlinge lebten, betrieb Riemenschneider selbst sein Gewerbe mit viel Geschäftssinn und Kunstfertigkeit. Um 1500 hatte er als Künstler einen hervorragenden Ruf; er war zum wohlhabenden Bürger und Vorsteher seiner Zunft geworden. Er besaß in Würzburg mehrere Häuser, reichlich Grundbesitz mit eigenen Weinbergen und eine florierende Werkstatt, in der er viele teils sehr begabte Gesellen beschäftigte.

### Öffentliche Ämter
Würzburg wurde seit dem 13. Jahrhundert von dem Bischof, dem Domkapitel und dem Unteren Rat und dem Oberen Rat regiert. Im November 1504 wurde Tilman Riemenschneider in den Unteren Rat der Stadt Würzburg berufen, dem er danach über 20 Jahre angehörte. Er bekleidete in dieser Funktion die Ämter eines Baumeisters und Fischereimeisters sowie eines Pflegers und Vermögensverwalters der Würzburger Marienkapelle.
Viermal wurde Riemenschneider in den übergeordneten Oberrat entsandt. Hier vertrat er gegenüber dem Bischof und den Domherren die Interessen der Stadt.
Durch die öffentlichen Ämter und Privilegien als Ratsherr mehrte er nicht nur sein gesellschaftliches Ansehen, sondern erlangte auch viele große, lukrative Aufträge. 1520/1521 wurde er zum Bürgermeister gewählt. Dieses Amt übte er bis 1524 aus. Zu dieser Zeit wehte schon der Geist der Reformation durchs Land und nahm auch viele Würzburger Bürger für sich ein.

### Zeit des Bauernkriegs
Der Rat der Stadt führte seit längerem politische Auseinandersetzungen mit dem damaligen mächtigen Fürstbischof Konrad II. von Thüngen, der als Landesherr in der Festung Marienberg direkt oberhalb der Stadt residierte. Der Streit eskalierte 1525 während des Deutschen Bauernkriegs, als sich aufständische Bauern vor der Stadt sammelten und die Würzburger Bürger sich mit ihnen gegen den Bischof verbündeten. Die Festung Marienberg hielt der Belagerung und den Angriffen aus der Stadt stand. Der Bischof drohte der Stadt mit Zerstörung, was die Bürger in ihrem Kampfeswillen demoralisierte. Zur entscheidenden Schlacht kam es am 4. Juni 1525 außerhalb der Stadt, wo die anrückenden Landsknechte des Georg Truchsess von Waldburg-Zeil das Bauernheer vernichteten. Da die Bauern am Vortag von ihrem militärischen Führer Götz von Berlichingen verlassen worden waren, mussten sie führerlos in den Kampf und hatten keine Chance. Innerhalb von zwei Stunden wurden 8000 Bauern getötet. Als die gut ausgerüsteten und kampferprobten Truppen des Bischofs zum Angriff auf die Stadt übergingen, endete auch der Aufstand der Bürger in ihrer Niederlage und Unterwerfung.
Die Anführer des Aufstands – unter ihnen alle Würzburger Ratsherren – wurden in den Verliesen der Festung Marienberg eingekerkert, gefoltert und zum Teil grausam bestraft. Auch Tilman Riemenschneider war zwei Monate in Kerkerhaft, in der er „vom hencker hart gewogen und gemartert“ wurde. Lange hielt sich die Legende, dass dem Künstler, der sich in die Politik verstrickt hatte, im Kerker die Hände gebrochen wurden und er danach nie mehr arbeiten konnte. Aber dafür gibt es keine Beweise. Gegen Zahlung der Hälfte seines Vermögens wurde er freigelassen. Die nachtragende Obrigkeit sorgte dafür, dass Tilman Riemenschneider seine politischen Ämter und seine Arbeit verlor und bald in Vergessenheit geriet. Nach seiner Freilassung erhielt er nie mehr einen größeren Auftrag. Nur eine Ausbesserungsarbeit an einer Retabel in Kitzingen ist für 1527 belegt.

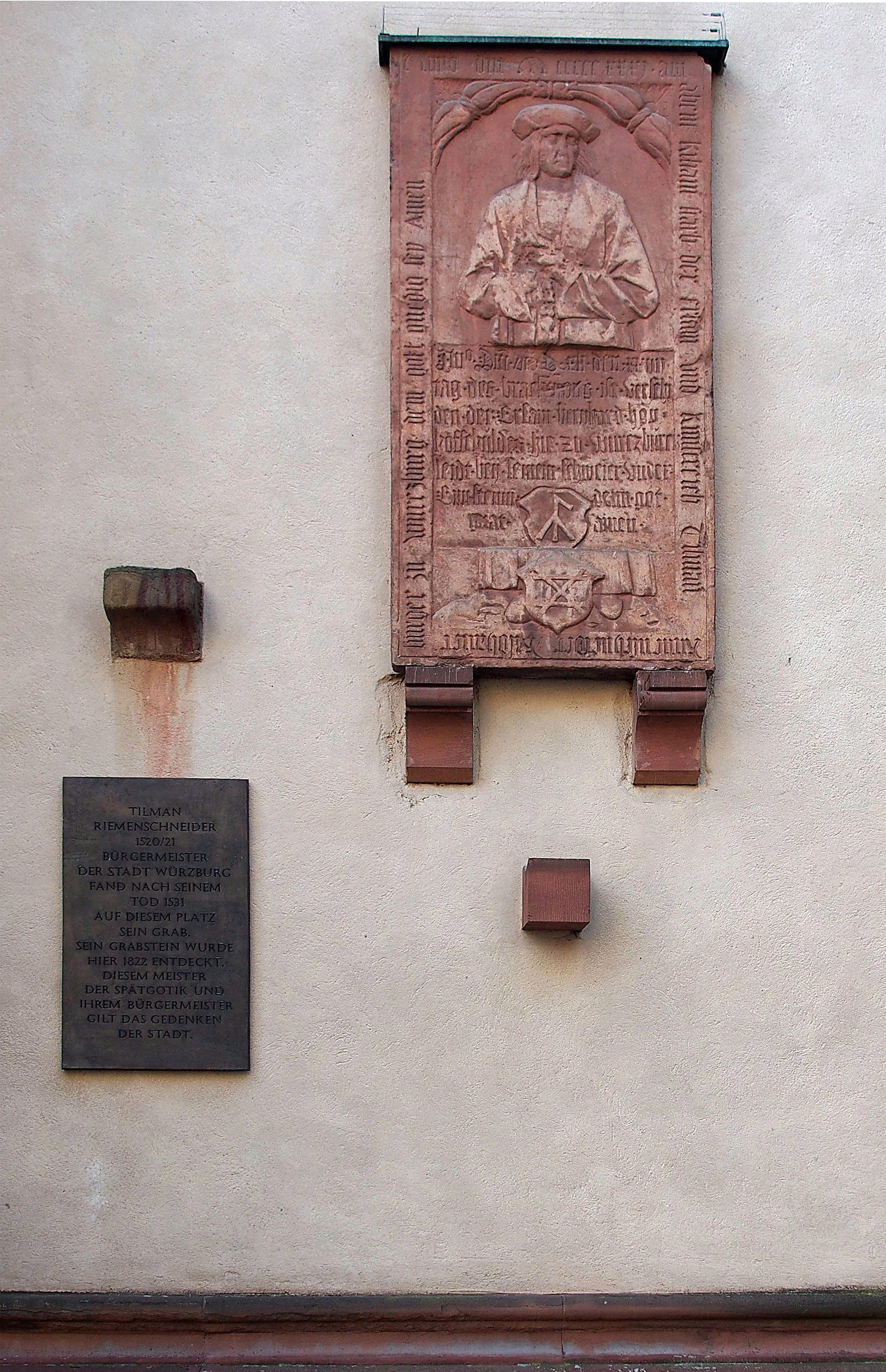
Kopie des Grabsteins an der Nordseite des Würzburger Doms

### Lebensende
Riemenschneider führte mit seiner vierten Ehefrau nach der Haftentlassung in Würzburg ein zurückgezogenes Leben. Er wohnte und arbeitete im von seiner ersten Frau mit in die Ehe eingebrachten Hof zum Wolfmannszichlein, Franziskanergasse 1 und starb dort am 7. Juli 1531. Er wurde auf dem Friedhof zwischen dem Würzburger Dom und dem Kollegiatstift Neumünster beigesetzt. Als Nachfolger Tilmans übernahm sein Sohn aus zweiter Ehe Georg Riemenschneider, auch als Jörg bekannt, die Werkstatt.
In Vergessenheit geraten, fand man 1822 bei Straßenarbeiten die Grabplatte Riemenschneiders wieder, die sein Sohn Jörg angefertigt haben soll. Ein Abguss ist heute in der Nähe des Fundorts an der Außenmauer des Würzburger Doms gegenüber dem Eingang zum Dom-Museum befestigt. Das Original befindet sich im Museum für Franken auf der Festung Marienberg. Danach setzte die Forschung über sein Leben und Werk ein und etablierte ihn bald als einen der herausragendsten Bildschnitzer in Deutschland um 1500.

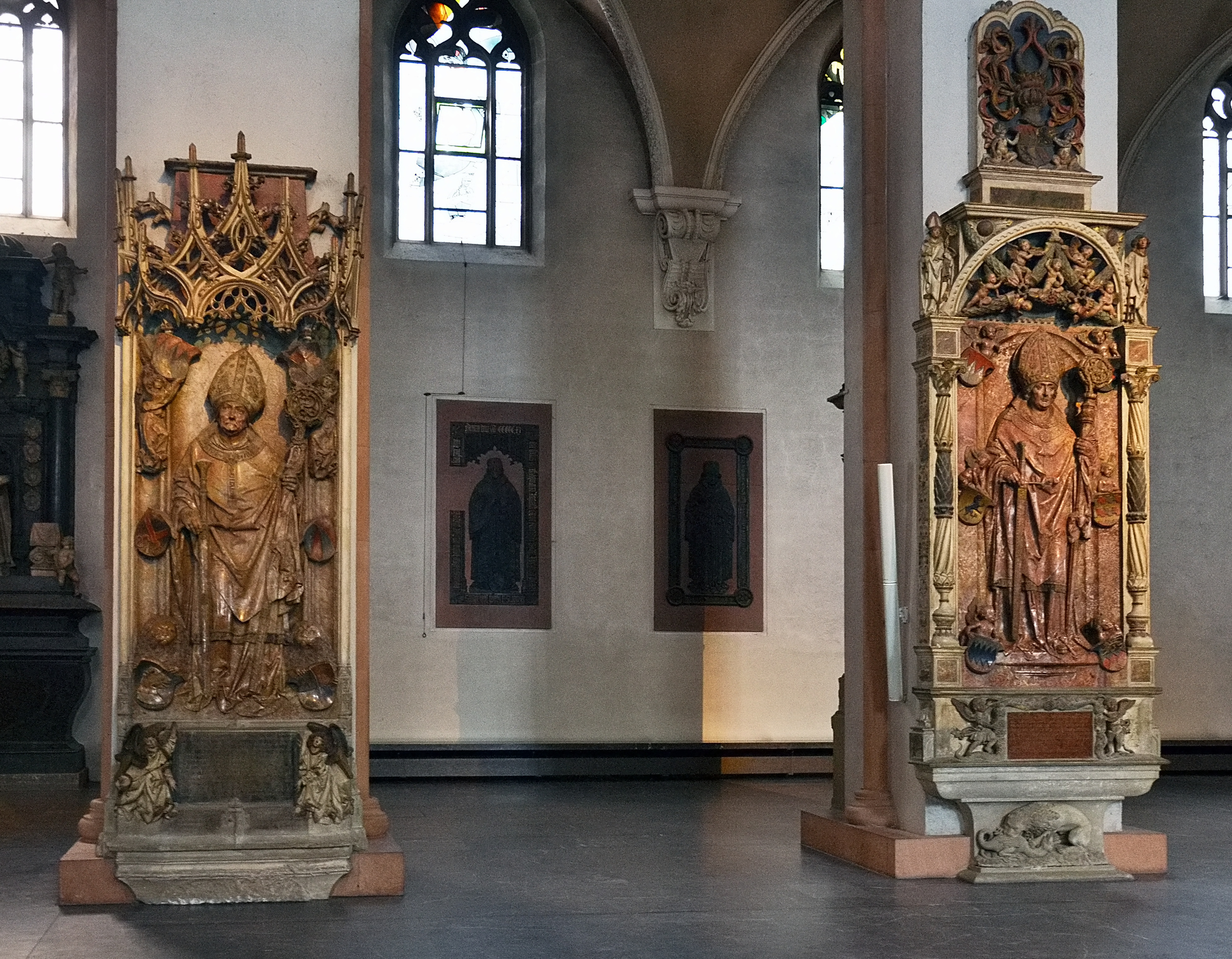
Epitaphe der Fürstbischöfe Rudolf von Scherenberg (l) und Lorenz von Bibra (r) im Würzburger Dom

## Aufträge und Auftraggeber
Riemenschneider schuf neben wenigen profanen Arbeiten in der Hauptsache Bildwerke religiösen Inhalts. Seine Kunden waren der Klerus, aber auch die bürgerliche Gesellschaft. Die Aufträge für Riemenschneiders Altarschreine waren meistens in Form, Thema, Aufteilung, Figurenprogramm und Größe genau vorgegeben und ließen nicht viel Raum für künstlerische Freiheiten. Der Meister bewarb sich mit einer sogenannten Visierung, einer Präsentationszeichnung. Von Riemenschneider sind keine Zeichnungen erhalten. Kistler besorgten das Altargehäuse, das heißt den Unterbau und die Altarrahmung. In Würzburg war es etwa Erhart Harschner, der für das Gehäuse kaum weniger Lohn erhielt als Riemenschneider für das gesamte Figurenprogramm.
Zu Riemenschneiders frühen Aufträgen zählen die Arbeiten für die Portalskulpturen der Marienkapelle (Würzburg) (um 1490). Von der Stadt Würzburg blieb dieses sein einziger Großauftrag. Allerdings erhielt er von der Stadt den Auftrag für einen Ratstisch. Gabriel von Eyb, der Bischof von Eichstätt, hatte den Würzburgern eine Platte aus Solnhofener Kalkstein geschenkt. Riemenschneider sollte hierfür ein Tischgestell anfertigen und die Platte mit dem Wappen der Stadt Würzburg, dem des Bischofs Gabriel von Eyb und dem des Fürstbischofs Lorenz von Bibra versehen. Auflage war, dass „wie man den disch kere, das iglichs wappen oben stehen solle“ (wie man den Tisch auch dreht, die Wappen sollten oben stehen). Riemenschneider löste das Problem, indem er die Wappen in konzentrischer Anordnung alternierend um den Mittelpunkt der runden Platte einfügte.
Der Würzburger Fürstbischof Lorenz von Bibra wurde einer der wichtigsten Auftraggeber Riemenschneiders. Unter anderem arbeitete er an dem Tabernakel des im Zweiten Weltkrieg zerstörten Hochaltars im Würzburger Dom. Außerdem schuf er die Grabdenkmale des Lorenz von Bibra und in dessen Auftrag für seinen Vorgänger, Fürstbischof Rudolf von Scherenberg. Beide sind noch heute im Dom zu sehen. Das jüngere Epitaph zeigt erstmals in Riemenschneiders Werk Renaissance-Ornamentik.

## Material und Stil
Riemenschneider wurde stark durch den neuen raumhaltigen und lebendig naturalistischen Stil des Niclas Gerhaert van Leyden beeinflusst, den dieser in den 1460er Jahren in seiner Straßburger Werkstatt entwickelt hatte und der breiten Anklang bei den Auftraggebern, darunter Kaiser Friedrich III., fand. In Ulm wurde dieser Stil durch Michel Erhart gepflegt, der vielleicht sogar in der Straßburger Werkstatt gearbeitet hatte. Neben Erhart in Ulm, Veit Stoß in Nürnberg (und Krakau) und Michael Pacher in Tirol gehört Riemenschneider zur ersten Generation, deren Werk den spezifisch süddeutschen Lindenholzaltar definierten, der dort zwischen 1475 und 1525 dominierend war. Riemenschneider war der Erste, der diesen auch ungefasst ließ. Ihnen ist auch gemeinsam, dass sie ebenso in Sandstein, Kalkstein und Marmor arbeiten konnten und dabei teilweise der Lindenholzskulptur eigene Formen in Stein übertrugen und damit konsistente Stile entwickelten, die vom Material Lindenholz geprägt waren.
Das Verbreitungsgebiet der „zarten“, großblättrigen Sommerlinde (tilia platyphyllos) stimmt dabei mit der Verwendung von Lindenholz für Skulpturen überein, ungefähre Grenzen bilden die Mittelgebirgszüge nördlich von Mainz und westlich die Vogesen, nach Süden bis Tirol, nach Osten hin parallel zur Ausbreitung süddeutscher Handelsniederlassungen. Die, im Vergleich zu Eiche, Walnuss oder Buche, vorzügliche Eigenschaft leichter Bearbeitbarkeit aufgrund der homogenen Zellstruktur der Linde, steht eine höhere Feuchtesensibilität gegenüber, die zu (Stern-)Rissbildungen führen kann. Auch deswegen sind Lindenholzskulpturen überwiegend nicht rundum vollplastisch gestaltet, was für Altar- und Wandfiguren auch nicht nötig war. Sie wurden hinten ausgehöhlt (was, neben einer Gewichtsreduzierung, vor allem das Spannung erzeugende, tote Hirnholz beseitigte) und bildeten so eine mehr oder weniger massive C-Form. Es ist möglich, dass auch Steinskulpturen zunächst als Modell in Lindenholz geschnitten wurden, zumindest gibt es Repliken von Holzarbeiten in Stein.
Typische Lindenholzaltäre stellen Riemenschneiders Heilig-Blut-Altar in der Jakobskirche in Rothenburg ob der Tauber (1501/1505) und der Creglinger Marienaltar (um 1505/1508) dar, Flügelaltäre mit einer vielfigurigen Szene im Mittelteil, Reliefs (manchmal auch gemalten Tafeln) auf den Flügeln und darüber extrem hoch aufragendem gotischen Gesprenge, in dessen filigranen Strukturen weitere Figuren, häufig eine Verkündigung, kleine Engel und eine Jesusfigur in der Spitze Aufstellung fanden. Der Mittelteil, wie die einzelnen Szenen auf den Flügeln, sind zusätzlich von Rankenwerk bekränzt. Aufmontiert ist das Ganze auf eine Predella, die vermittelnd auf dem Altartisch steht und weitere Szenen in Relief oder, wie im Fall des Heilig-Blut-Altars, eine einzige, vollplastisch gestaltete Szene zeigt (hier eine Kreuzigung).
Eine besondere Fähigkeit Riemenschneiders besteht in der ortsspezifischen Anlage seiner Werke. Riemenschneider war ein Meister der Lichtführung. Die beiden genannten Altäre bilden insofern Sonderfälle, als dass ihre zentralen Figurengruppen beide von verglasten gotischen Fensterreihen hinterstellt sind, die zusätzlich Licht von hinten einfließen lassen. So wie der Altar in einem durchfensterten Chor steht und der Betrachter davor im Kirchenraum, so findet die dargestellte Szene in einer ebensolchen Architektur statt. Die Rothenburger Reliquie des Blutes Christi dessen eucharistische Bedeutung in der Abendmahlsszene zum Ausdruck kommt, tat sein Übriges für die Vergegenwärtigung des Heilsgeschehens und sorgte für ordentliche Ablassspenden von Wallfahrern wie Einheimischen, trotzdem die Figuren für ihre Wirkung keine Unterstützung durch eine leichter zugängliche farbige Fassung erhielten.
Die von Riemenschneider geschaffenen Holz- und Steinskulpturen zeichnen sich durch ausdrucksstarke, detailliert gezeichnete Gesichter aus, oft mit einem „nach innen gekehrten Blick“, und durch dagegen glatt gearbeitete Gewänder mit reichem Faltenwurf. Nur die Gewandborten wie auch die Heiligenattribute sind häufig mit Mustern dekoriert, die einfachen meist gepunzt. Das Magdalenenretabel vom Münnerstädter Hochaltar weist z. B. fünf verschiedene Muster auf, der Creglinger Altar sogar acht. Solche Muster können dabei ein Indiz dafür sein, dass die Skulptur ursprünglich holzsichtig blieb. Grundsätzlich forderte Holzsichtigkeit einen größeren Reichtum an ausgearbeiteten Details und in der Oberflächenbehandlung, um Haut von Kleidung, deren unterschiedliche Textilien, und die Figuren vom Hintergrund differenzieren zu können, was sonst durch die farbige Fassung besorgt wurde. Doch schon nach 1500 ist eine Vereinfachung in der Durcharbeitung und damit ein weniger expressiver Stil zu beobachten, im Spätwerk, wie dem Sandsteinaltar in Maidbronn (1519–1521) werden die Formen noch abstrakter. Der einmal entwickelte Stil bleibt trotzdem im Wesentlichen unverändert und eindeutig erkennbar.

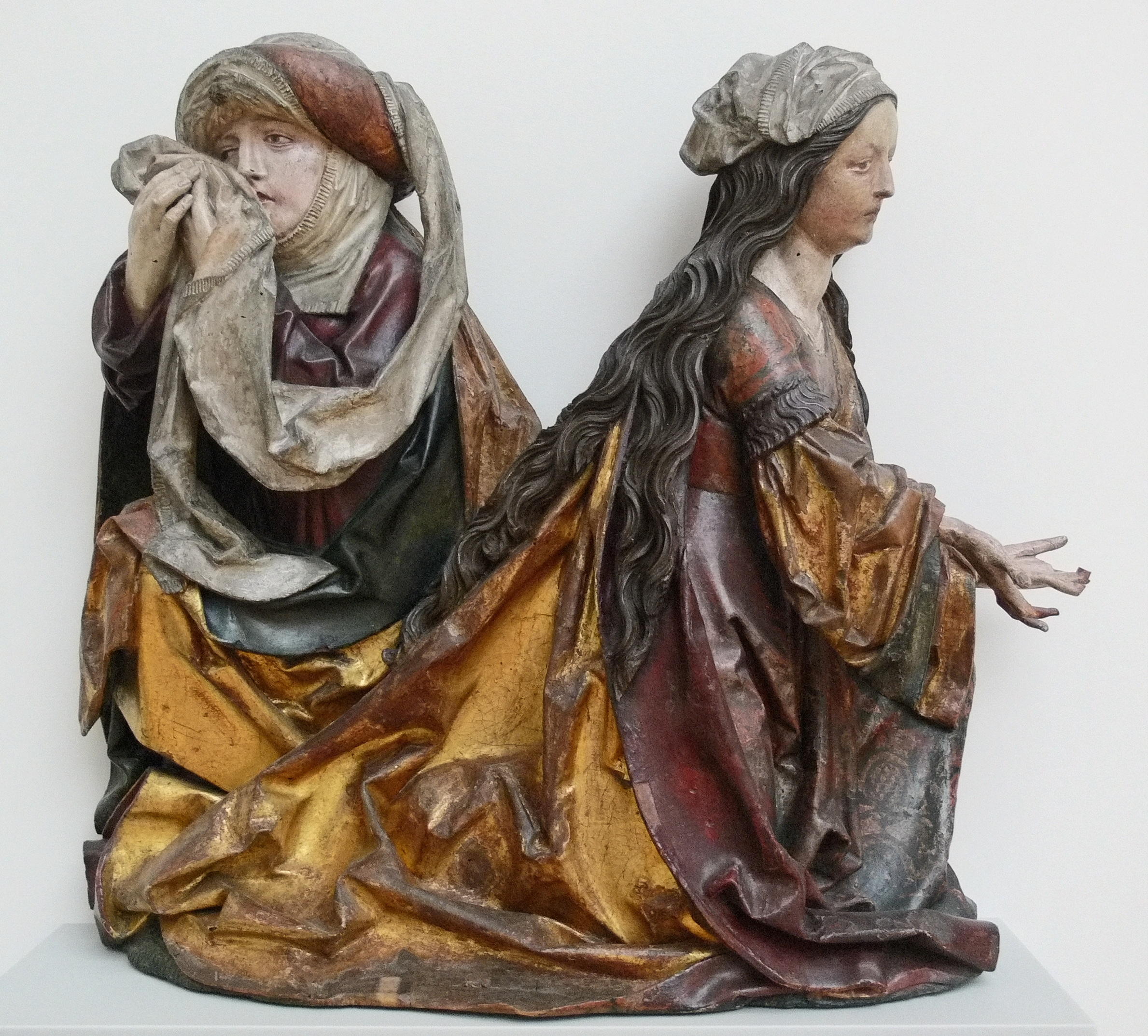
Trauernde Frauen vom Hochaltar der Franziskanerkirche Rothenburg o. d. T., um 1485/1490, mit ursprünglicher Farbfassung von Martin Schwarz (Bode-Museum, Berlin)

## Farbige Fassung und „Holzsichtigkeit“
Die Bemalung (Fassung) von Skulpturen durch sogenannte Fassmaler war zu Riemenschneiders Zeit üblich. Im Gegensatz zu anderen Bildhauerwerkstätten beschäftigte Riemenschneider keine Maler. Er arbeitete wohl regelmäßig mit Jakob Mülholzer (nachweislich 1490/91–1514/15) und Martin Schwarz (um 1460–1511) zusammen.
Trotz Fortschritten in der Analysetechnik bleibt es schwer zu ermitteln, wie Skulpturen ursprünglich behandelt waren. Es existieren keine Dokumente, die sich bezüglich der Holzsichtigkeit eines Werks äußern, außer der expliziten Verfügung des Sohnes von Veit Stoß, dessen letztes Werk, den Marienaltar für die Nürnberger Karmelitenklosterkirche, wo Andreas Prior war, nicht farbig zu fassen (heute im Bamberger Dom). Sicher ist, dass Skulpturen, die holzsichtig bleiben sollten, nicht unbehandelt blieben. Gewöhnlich malte der Bildschnitzer Augen schwarz und Lippen sowie Blut zum Beispiel mit Krapplack direkt auf das Holz, unabhängig davon, ob eine Bemalung vorgesehen war oder nicht. Sollte eine Skulptur holzsichtig bleiben, wurde sie nach der Aufstellung mit einer pigmentierten Lasur gestrichen, um das Holz leicht schimmern zu lassen und zu schützen.
Zu den bisher nachgewiesenen holzsichtigen Werken Riemenschneiders gehören der schon 1531 wieder zerstörte Altarschrein im Ulmer Münster (Vertrag von 1474), der Lorcher Hochaltar (1483), das Magdalenenretabel in Münnerstadt von 1490/92, der Heilig-Blut-Altar in Rothenburg, die 'Creglinger Verkündigung, der Kreuzigungsaltar in Detwang (beide um 1505/1508), drei Skulpturengruppen aus Windsheim und weitere Einzelfiguren wie das Eislinger Kruzifix und der Täufer Johannes in Haßfurt.
Sollte das Werk hingegen polychromiert werden, standen dem Fassmaler vielfältigste Mittel zur Verfügung. Zunächst wurde eine Schicht Haut- oder Knochenleim auf das Holz aufgetragen, die Unebenheiten und Poren füllte, über Fehlstellen wurden Tüchlein aufgeleimt. Darauf kam eine Kreidegrundierung, die, zu dick aufgetragen, leicht feine Details zudecken konnte. In Süddeutschland wurden reine Pigmente gegenüber Farbmischungen bevorzugt, die mit Eiweiß und/oder Öl gebunden und, wenn nötig, mehrfach aufgetragen wurden. Matte, eiweißgebundene Tempera kam vor allem bei Hintergründen und Gewandinnenseiten zum Einsatz. Vor allem für Gesichter wurde öl- oder harzgebundene Farbe, wegen ihres lebensnahen leichten Glanzes, verwendet. Die Gewänder wurden den verschiedenen möglichen Textilien entsprechend in unterschiedlichster Form behandelt, die der Hauptfiguren wurden häufig vergoldet. Für Vergoldungen wurde Blattgold und -silber auf eine Schicht von noch feuchtem Bolus (roten Ocker) aufgelegt und anschließend poliert. Schlagmetalle wurden genauso verwendet, ebenso in Pulverform, abschließend verschiedene Lasuren. Eine preiswerte Art Gold zu imitieren, war mit gelbem Lack gestrichenes Zinn, dass auch für textile Muster mit vorgefertigten sogenannten Pressbrokatapplikationen verwendet wurde. Zu den am besten erhaltenen gefassten Skulpturen Riemenschneiders gehören die beiden Passionsfigurengruppen in München und die Trauernden Frauen vom Hochaltar der Franziskanerkirche in Rothenburg (um 1485/1490), deren Fassung Martin Schwarz besorgte.
Einige von Riemenschneiders Arbeiten wurden erst viel später farbig gefasst. Allein der Münnerstädter Stadtrat entschied sich schon wenige Jahre nach der Aufstellung 1492, das holzsichtige Retabel doch polychromieren zu lassen und beauftragte schließlich 1504 Veit Stoß mit der Ausführung. Bemalungen wurden über die Zeit immer wieder erneuert, (nicht nur) die Farbgebung dem Zeitgeschmack entsprechend neu interpretiert und im 19. Jahrhundert mit seinen Reinheits- und Materialtreuegedanken aller Farbe mittels Natronlauge beraubt und daraufhin nicht selten z. B. mit dunklem Leinöl behandelt, das die Erscheinung völlig veränderte und dem Holz schadete.

## Zuordnung der Werke
Die Unterscheidung zwischen vollständig eigenhändiger Arbeit Riemenschneiders und Arbeiten der Mitarbeiter seiner Werkstatt ist sehr schwierig. Auch wenn Riemenschneider seine Werke signiert hätte, was noch nicht üblich war, aber vorkam, hätte es nur bedeutet, dass die Arbeit aus der Werkstatt des verantwortlichen Meisters kam. Lediglich in seiner Frühzeit, als die Werkstatt noch wenig Arbeit hatte, werden die Werke vom Meister selbst hergestellt worden sein. Hierzu zählen unter anderem die Figuren von Adam und Eva am Südportal der Würzburger Marienkapelle. Der Stadtrat forderte von ihm eine „meysterliche“, sprich eigenhändige Fertigung. Die Originale befinden sich heute im Museum für Franken auf der Festung Marienberg.

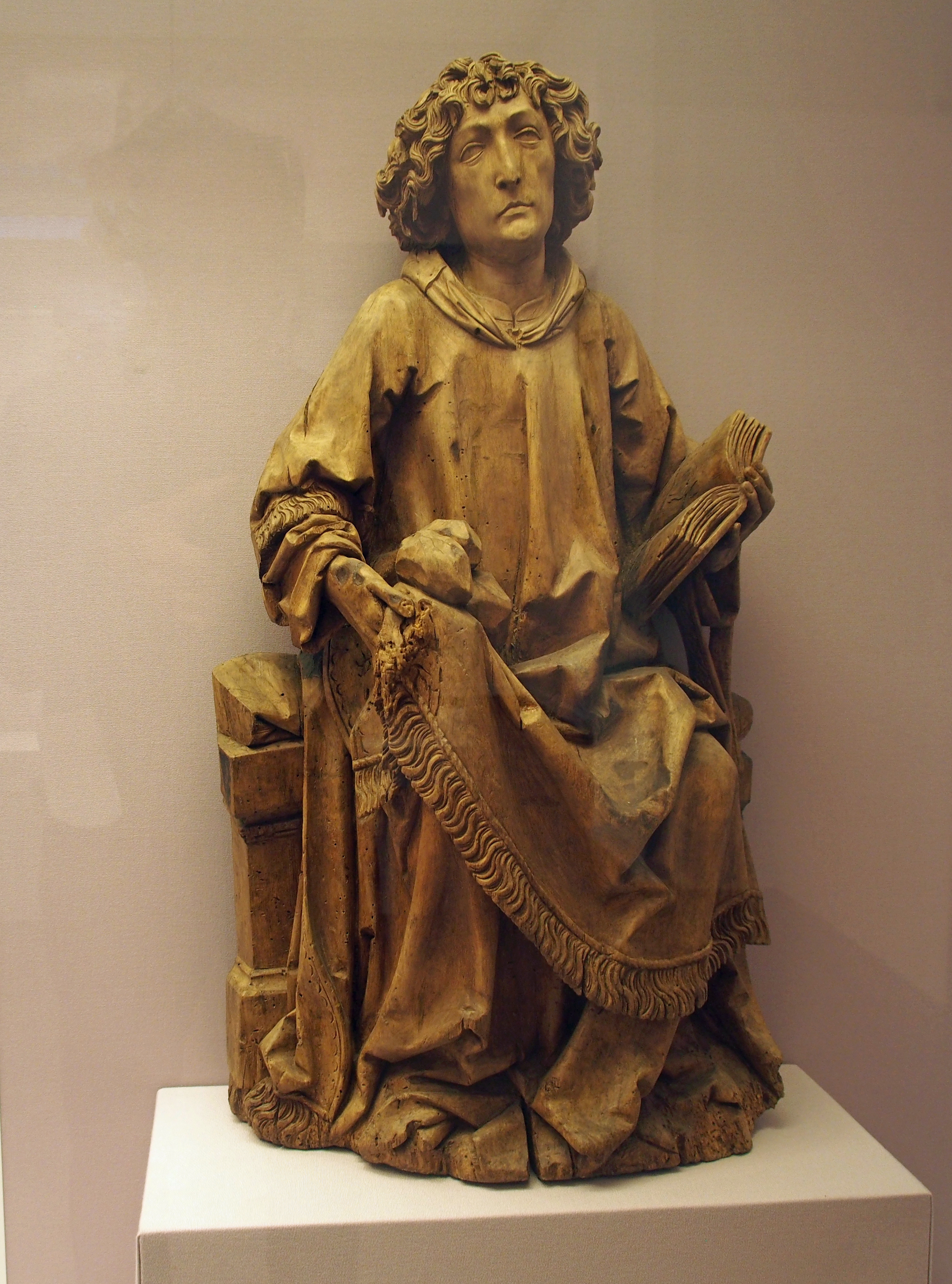
Heiliger Stephanus, Riemenschneider und Werkstatt (etwa 1520)

### Riemenschneider und Werkstatt
Als später die Nachfrage nach seinen Werken stark anstieg und Riemenschneider selbst ab 1505 immer mehr durch seine öffentlichen Ämter in Anspruch genommen wurde, oblag die Ausführung der Arbeiten seiner Werkstatt. Hier waren zwischen 1501 und 1507 allein zwölf Lehrlinge beschäftigt, mehr als in jeder anderen Werkstatt der Würzburger Zunft. Dazu kamen ausgelernte Angestellte ohne Meisterbrief und temporäre Kräfte auf Wanderschaft. Zwar beschäftigte er unüblicherweise keine eigenen Fassmaler, doch wies die Werkstatt Spezialisten auf, wie 1508 drei Steinmetze.  Wahrscheinlich hat Riemenschneider oft nur die Entwürfe geliefert und die Fertigung beaufsichtigt. Typisierte Einzelfiguren und Objekte wie Kerzen haltende Engel wurden serienmäßig hergestellt. Aber selbst Figurengruppen für größere Altaraufträge scheinen bis zu einem gewissen Grad standardisiert gewesen zu sein. Baxandall beschreibt die Varianzbreite vorgegebener Details wie Augen und Haar so: „Das von Riemenschneider gestaltete Auge – großflächig, nach unten blickend, asymmetrisch angeordnet innerhalb des Augenpaars, das Unterlid deutlich abgesetzt, mit bis zu sechs oder sieben S-förmigen Rillen je nach dem Alter des Dargestellten unterstrichen – existiert zu Hunderten, in Marmor, in Sandstein und Lindenholz, nur geringfügig abgewandelt in den verschiedenen Materialien. Das von Riemenschneider gestaltete Haupthaar bietet ein halbes Dutzend Haartrachten für Männer, wobei zwei oder drei unkomplizierte Schnittverfahren verschiedenartig kombiniert werden; man könnte in seinem Œuvre viele Hundert Köpfe zusammenaddieren, die mehr oder weniger spiralförmig mit einem Stechbeitel gerillt sind, in der Mitte ein mit dem Drillbohrer gefertigtes Loch haben und eine Locke an Kopf oder Bart vorstellen.“

### Umkreis Tilman Riemenschneider
Riemenschneiders Werkstatt war großer Fluktuation unterworfen. Lehrlinge begaben sich auf Gesellenwanderung. Gesellen erwarben selbst den Meisterbrief und gründeten eigene Werkstätten. Hieraus gingen Werke hervor, die zwar den deutlichen Einfluss Riemenschneiders zeigen, aber eigene Gestaltungsweisen hervorbrachten. Auch Bildhauer, die nicht aus Riemenschneiders Werkstatt kamen,  mochten sich an seinem Stil orientieren und von seinem Erfolg profitieren. Diese werden mit „Umkreis Tilman Riemenschneider“ bezeichnet.
Nachfolger bzw. Schüler Riemenschneiders waren, neben seinen Söhnen, Peter Breuer, Peter Dell, Hans Fries v. Mergentheim, Hans Gottwalt, Philipp Koch und weitere, die sich namentlich nicht mehr fassen lassen.

## Werke (Auswahl)

Holzskulpturen
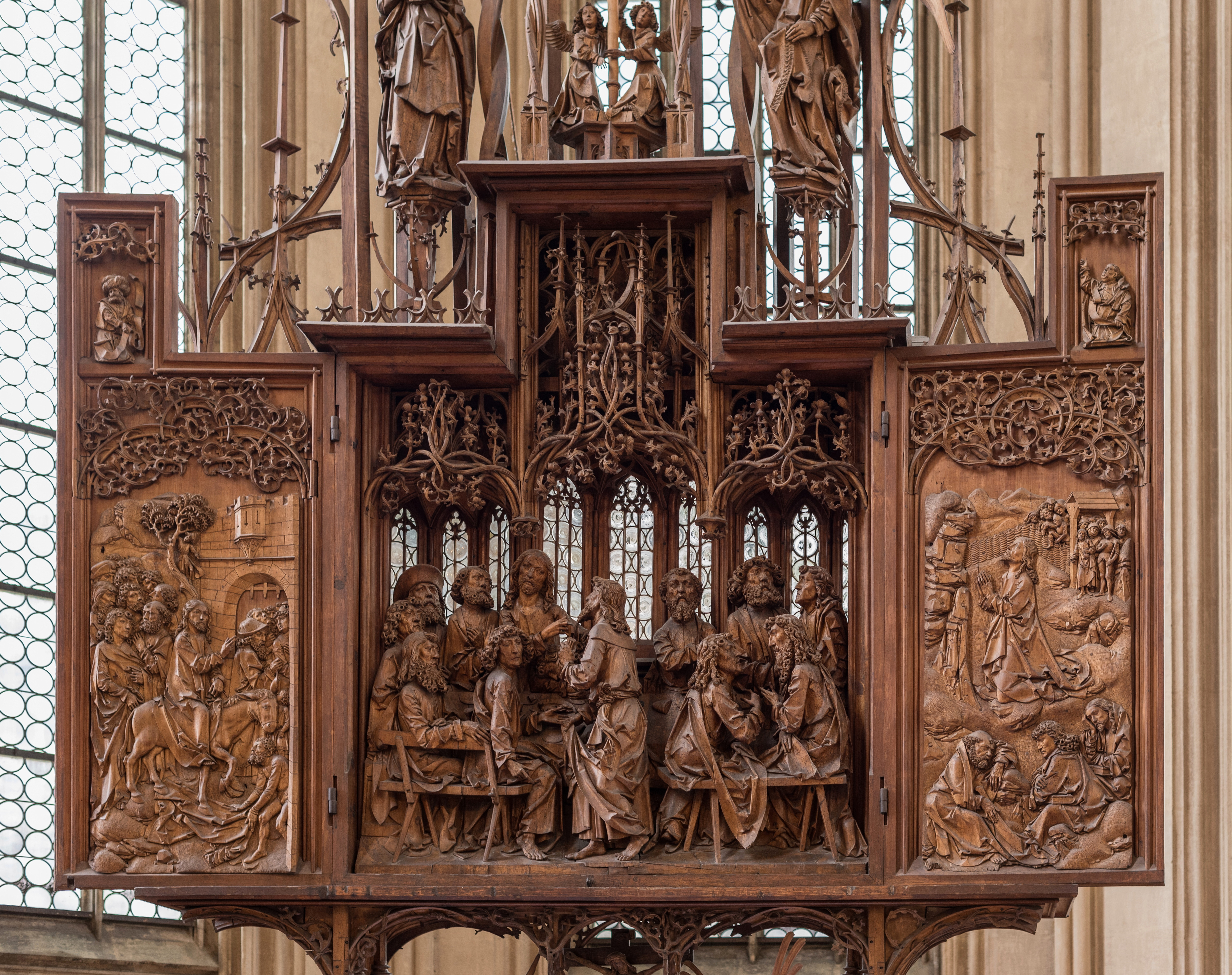
Heilig-Blut-Altar, Rothenburg ob der Tauber, 1501/1505
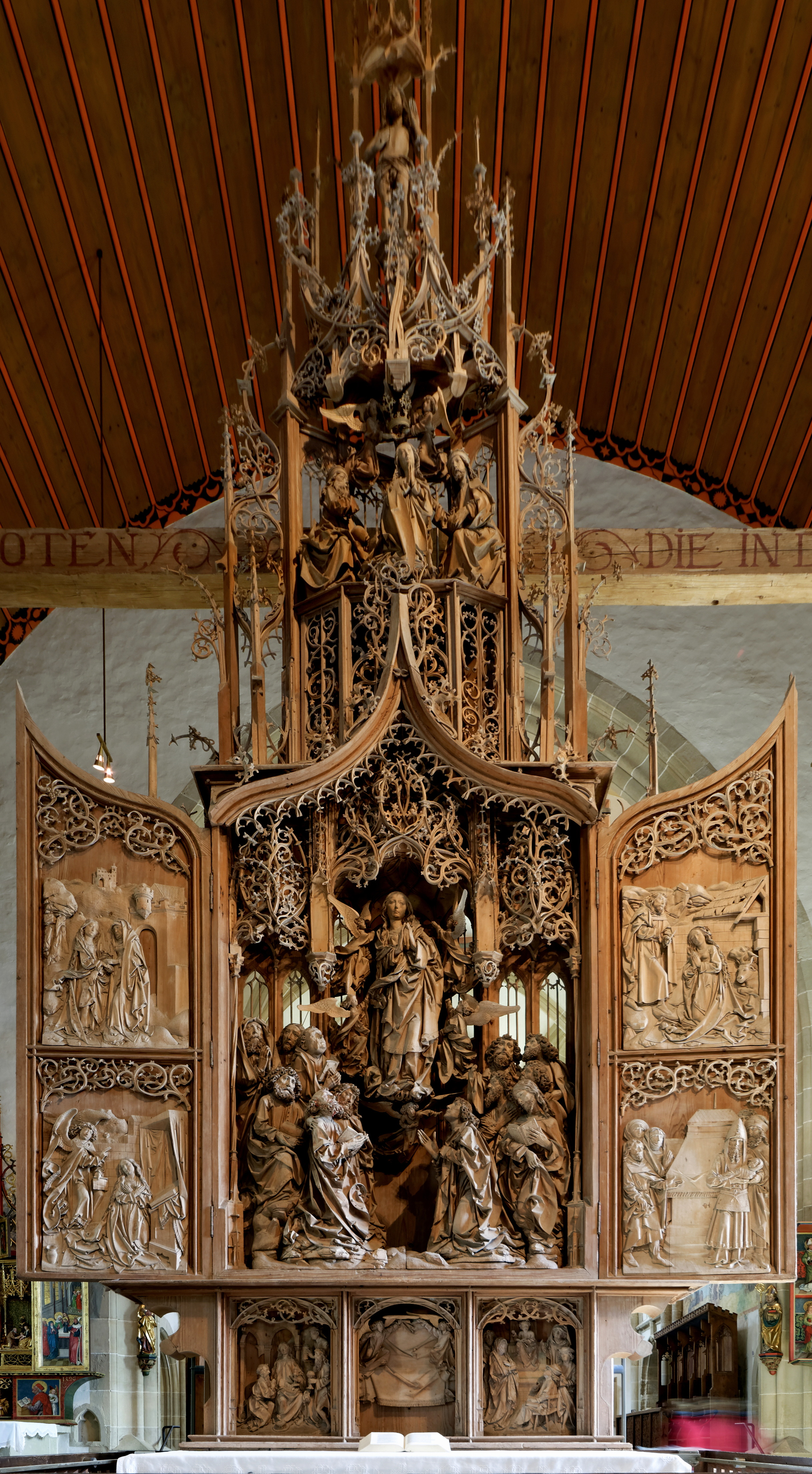
Marienaltar, Creglingen, um 1505/1508
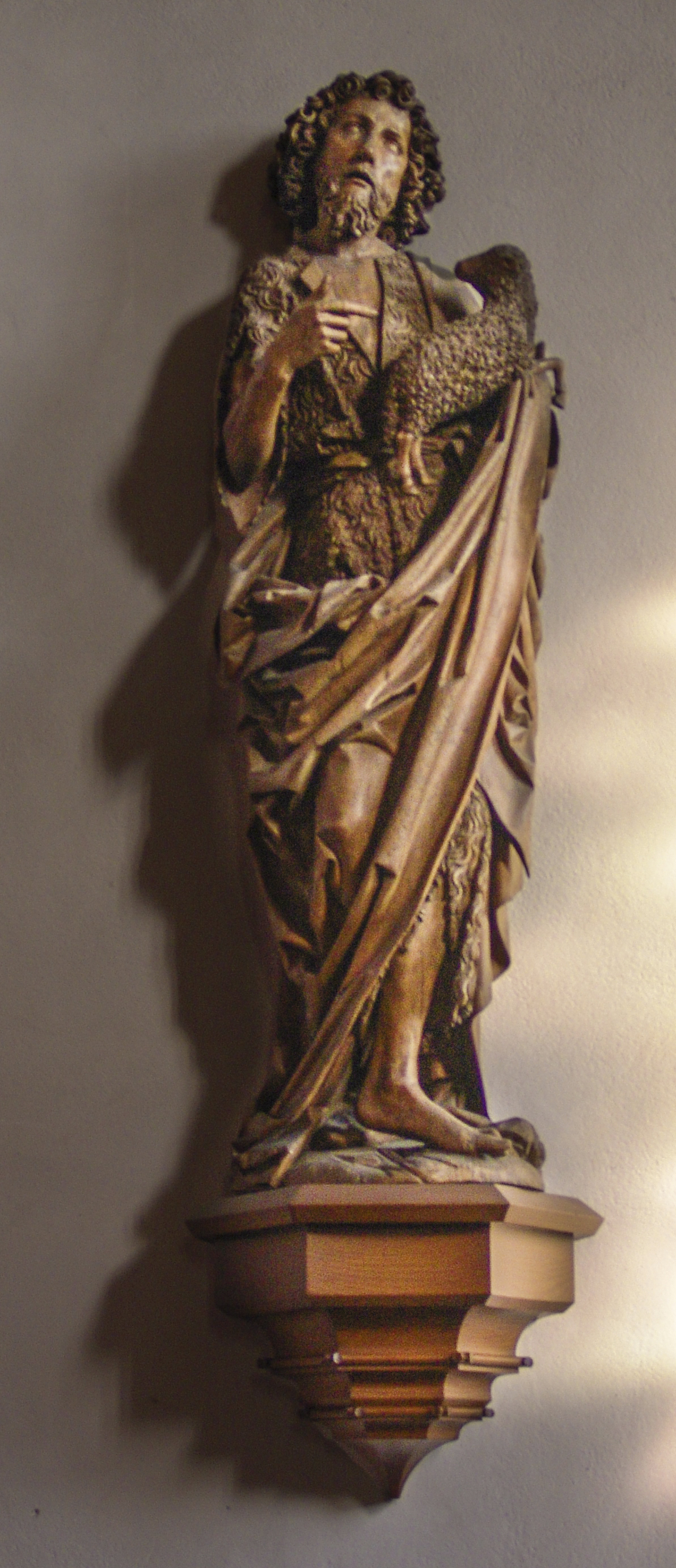
Johannes der Täufer, um 1490, Pfarrkirche St. Kilian, Haßfurt
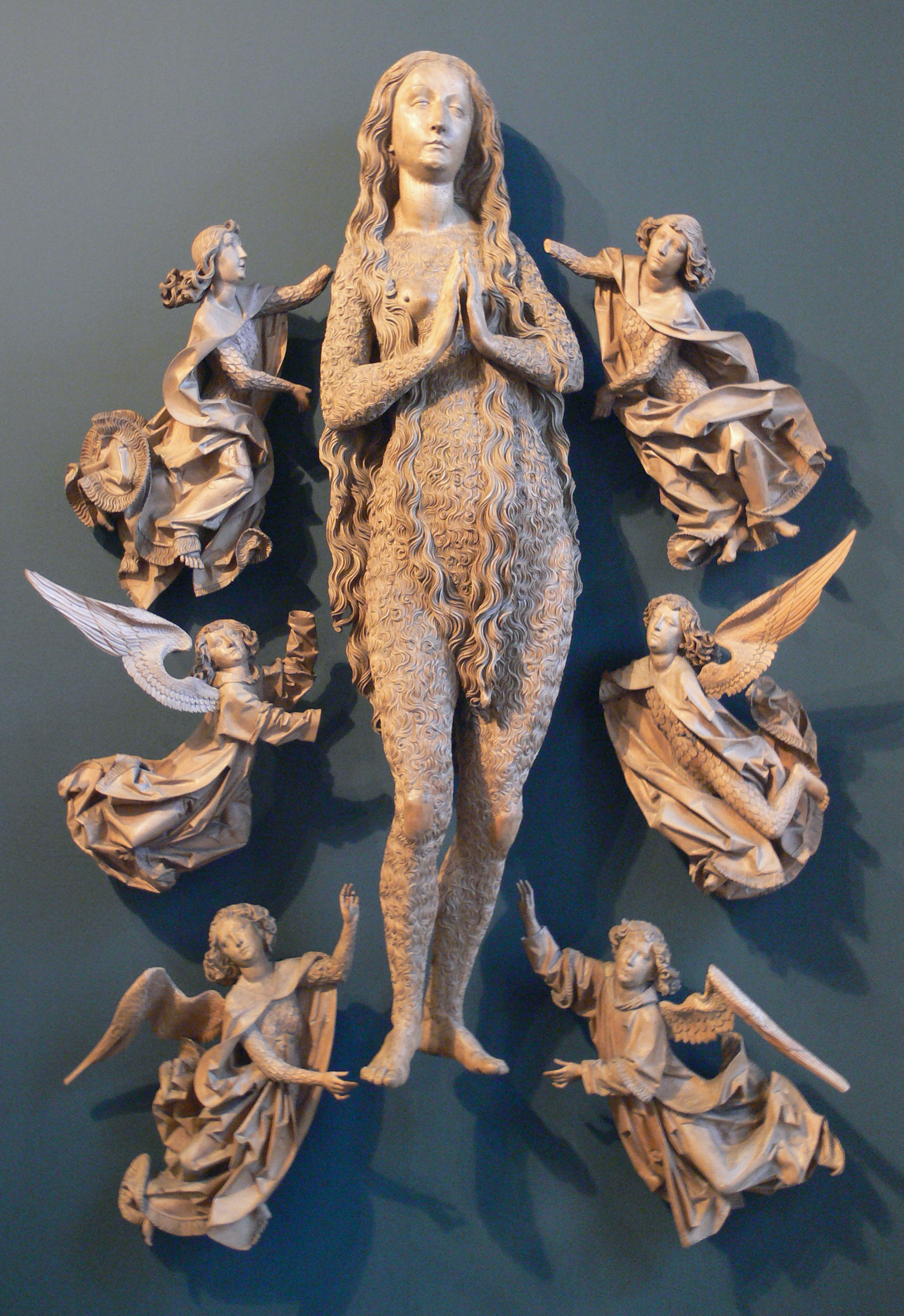
Entrückung der Hl. Magdalena vom Münnerstädter Hochaltar, 1490/92, Bayerisches Nationalmuseum
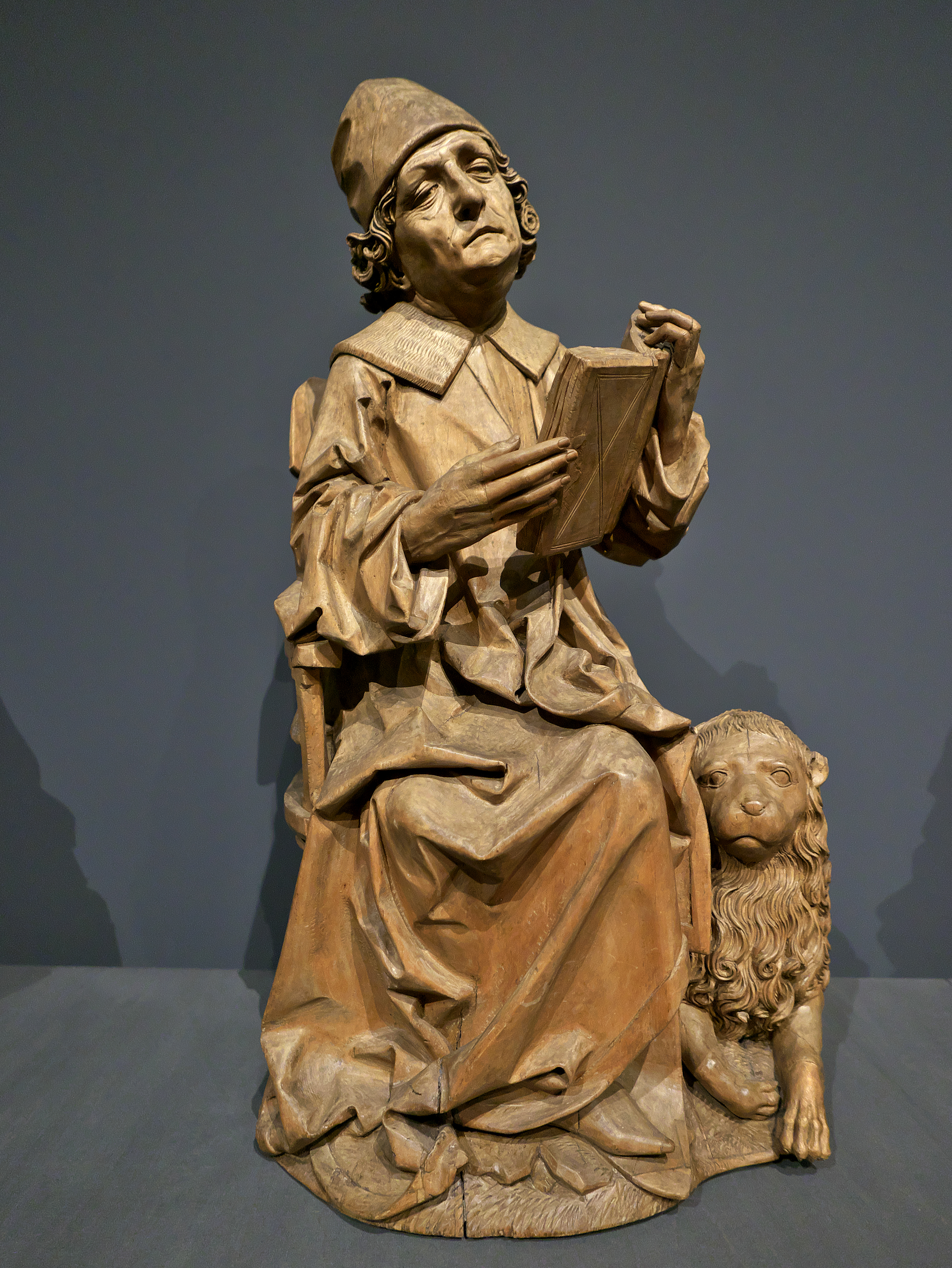
Markus der Evangelist aus der Predella des Münnerstädter Hochaltars, Bode-Museum, Berlin
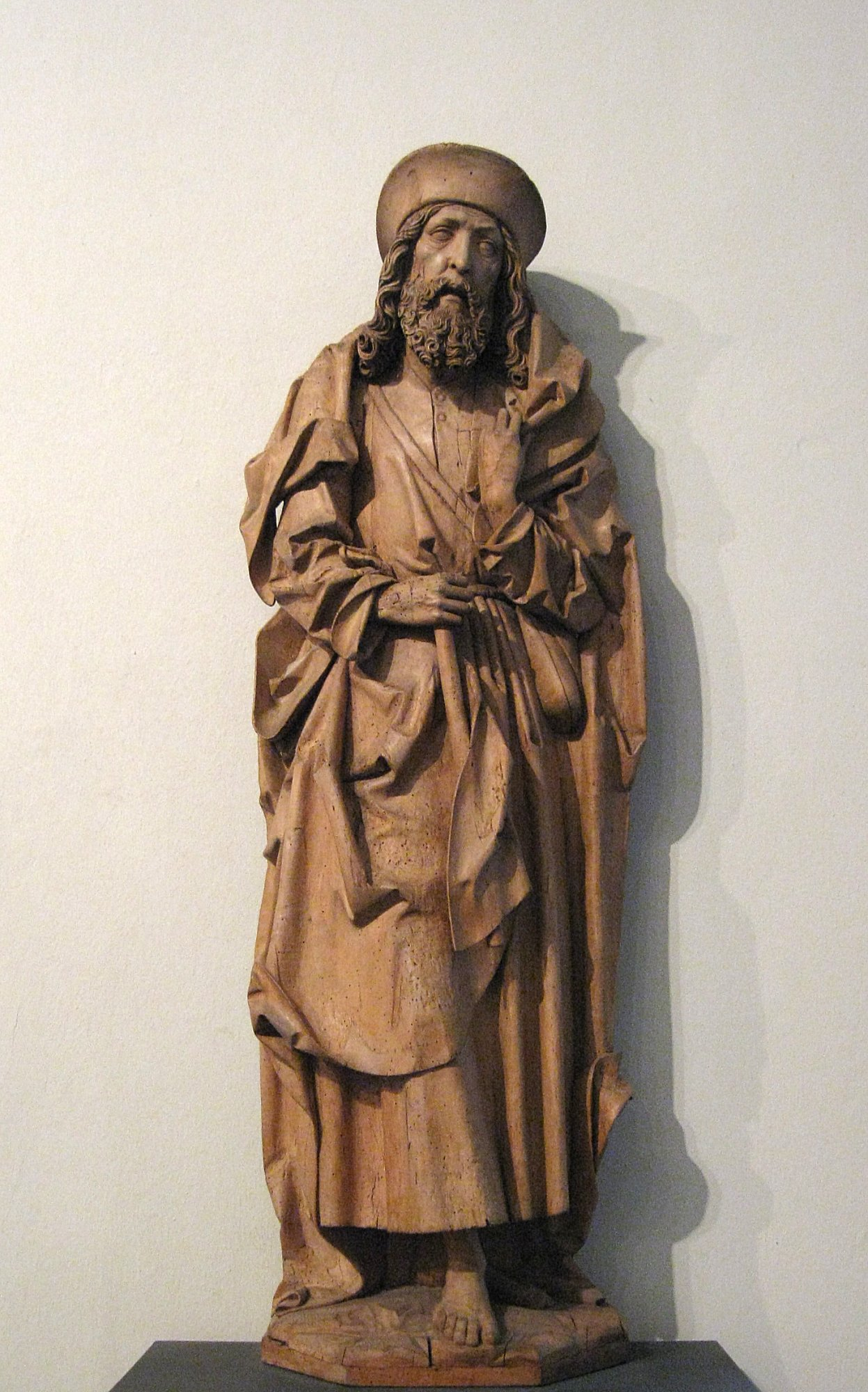
Hl. Jakobus d. Ä., um 1505, Bayerisches Nationalmuseum, München
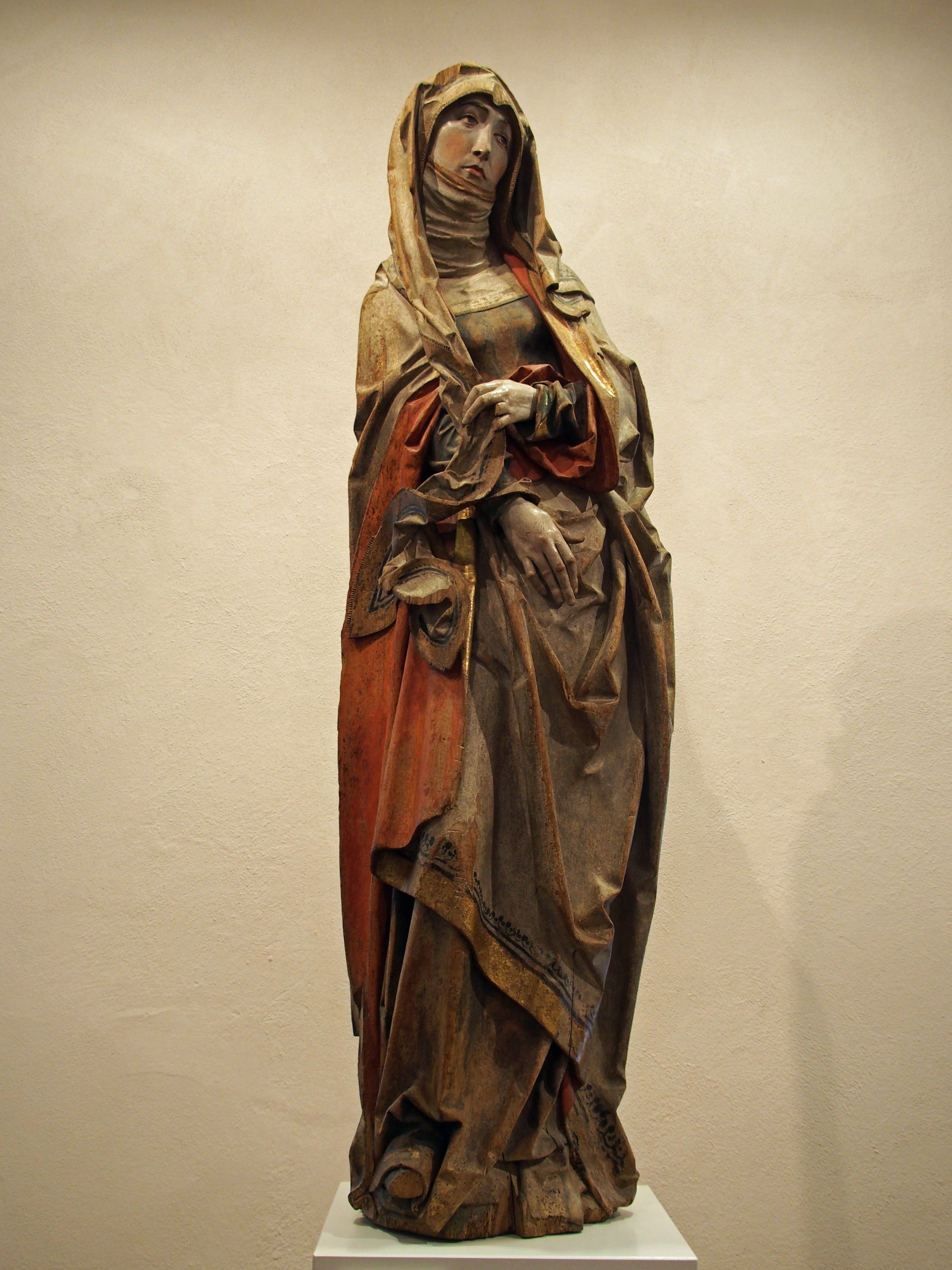
Trauernde Maria, um 1510, ehem. Acholshausen, Mainfränkisches Museum, Würzburg
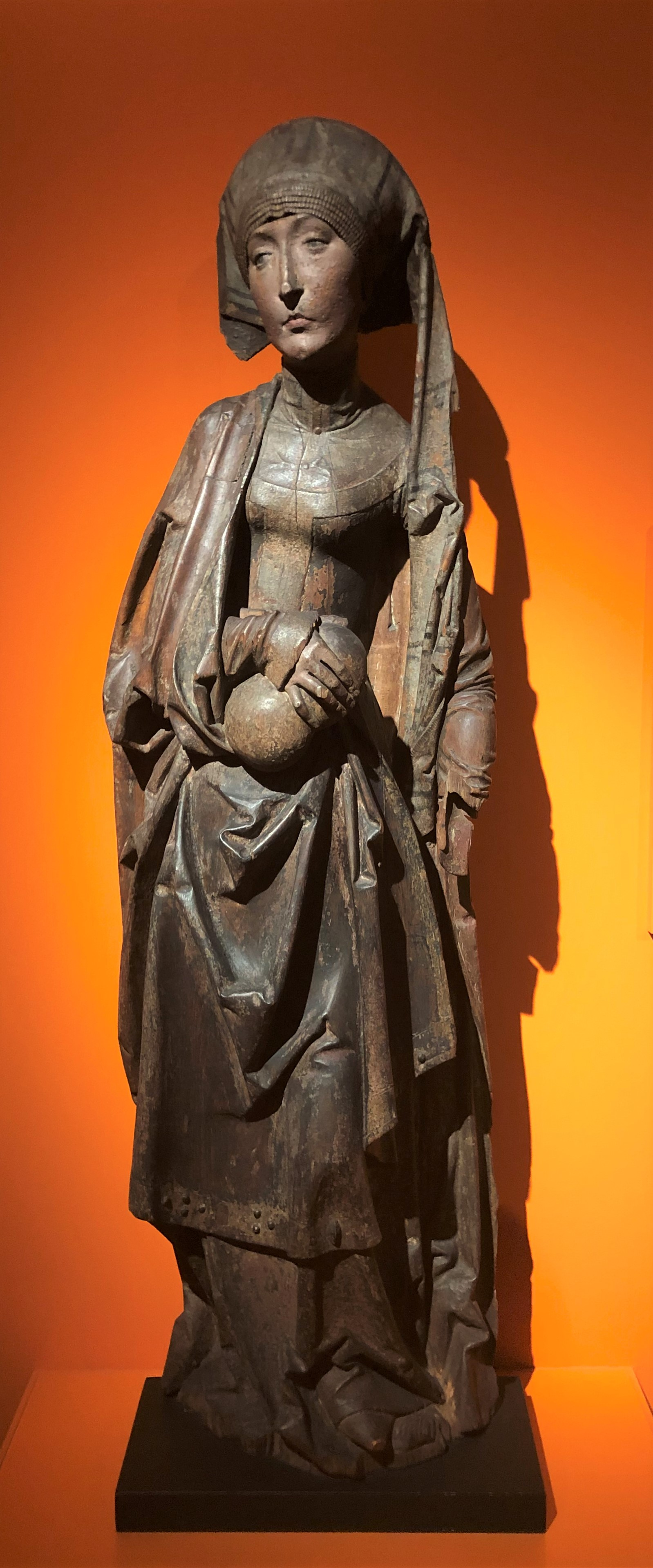
Hl. Elisabeth v. Thüringen, um 1510, Germanisches Nationalmuseum, Nürnberg

Steinskulpturen
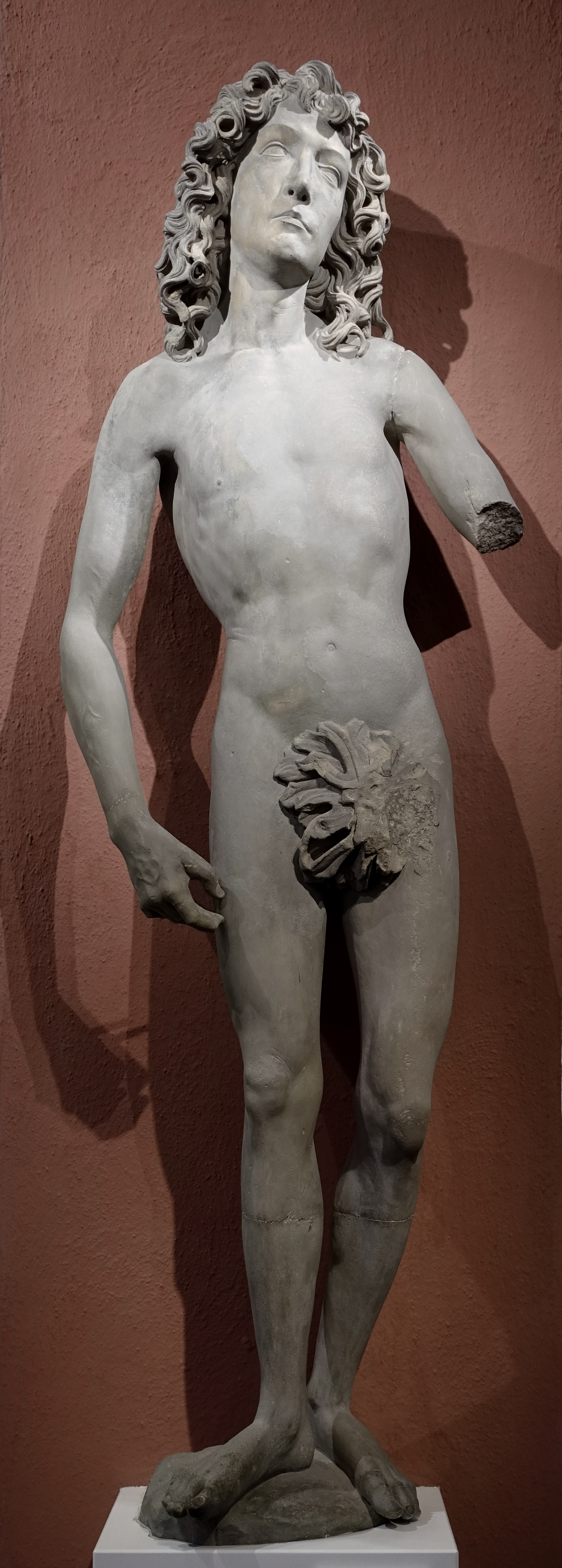
Adam, ehem. Marienkapelle, Sandstein, um 1491/1494
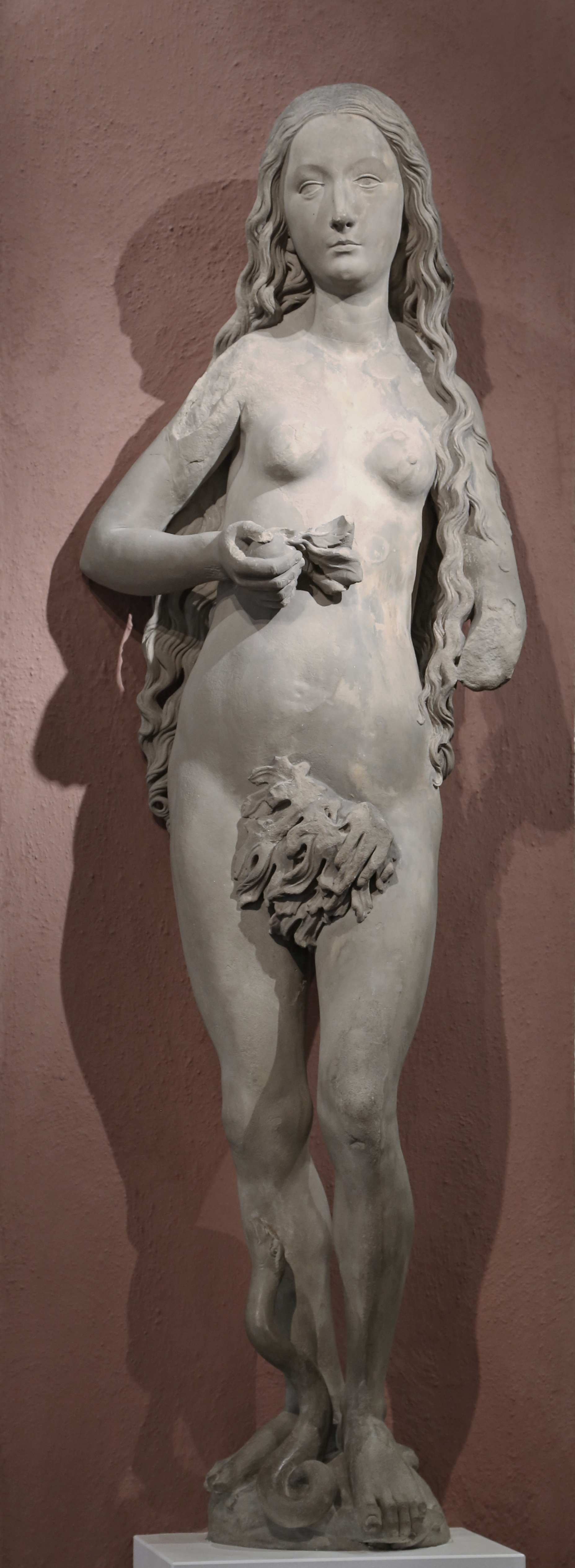
Die Eva vom Südportal der Marienkapelle, beide im Mainfränkischen Museum
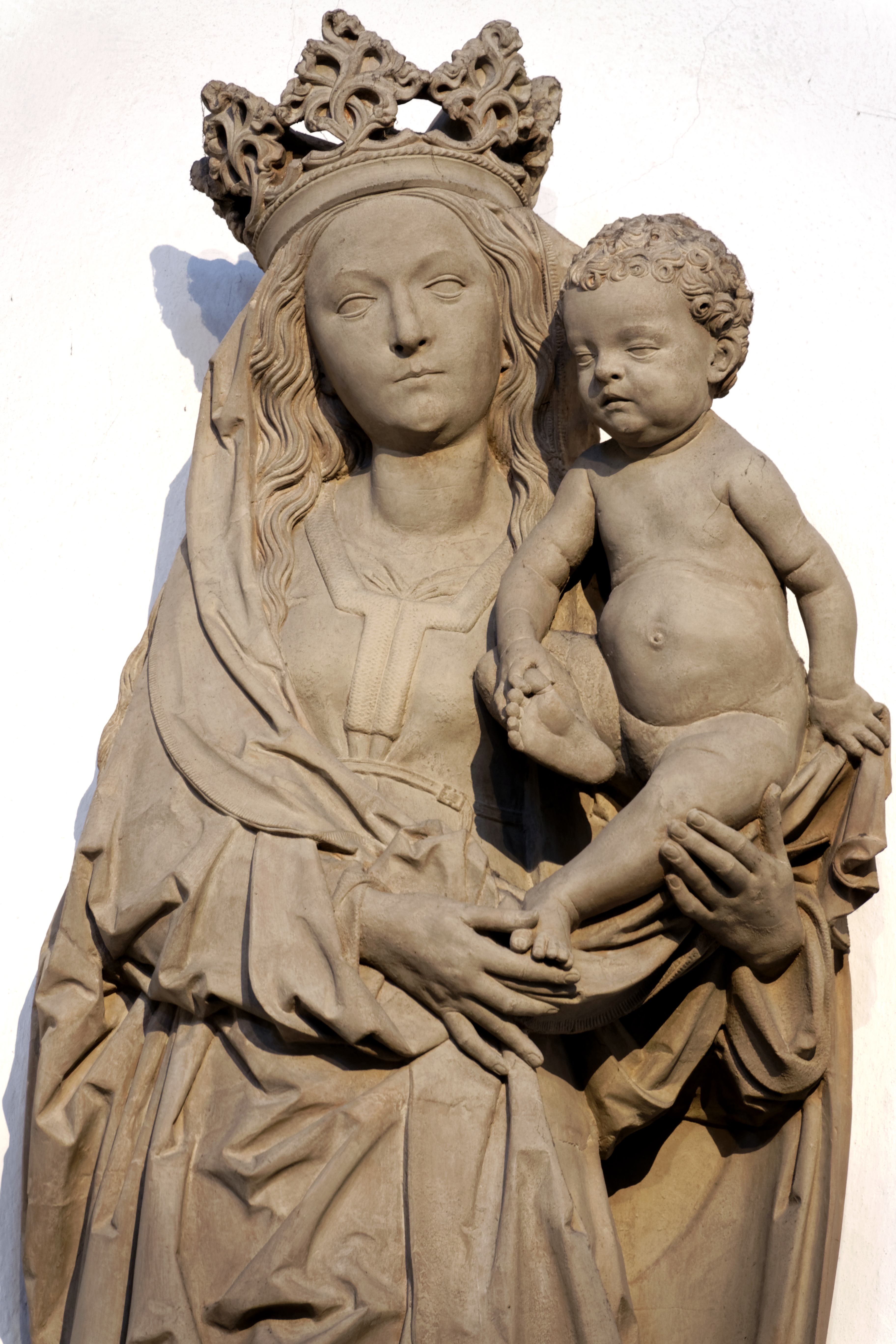
Madonna mit Kind, 1493, Neumünster, Würzburg (Detail)
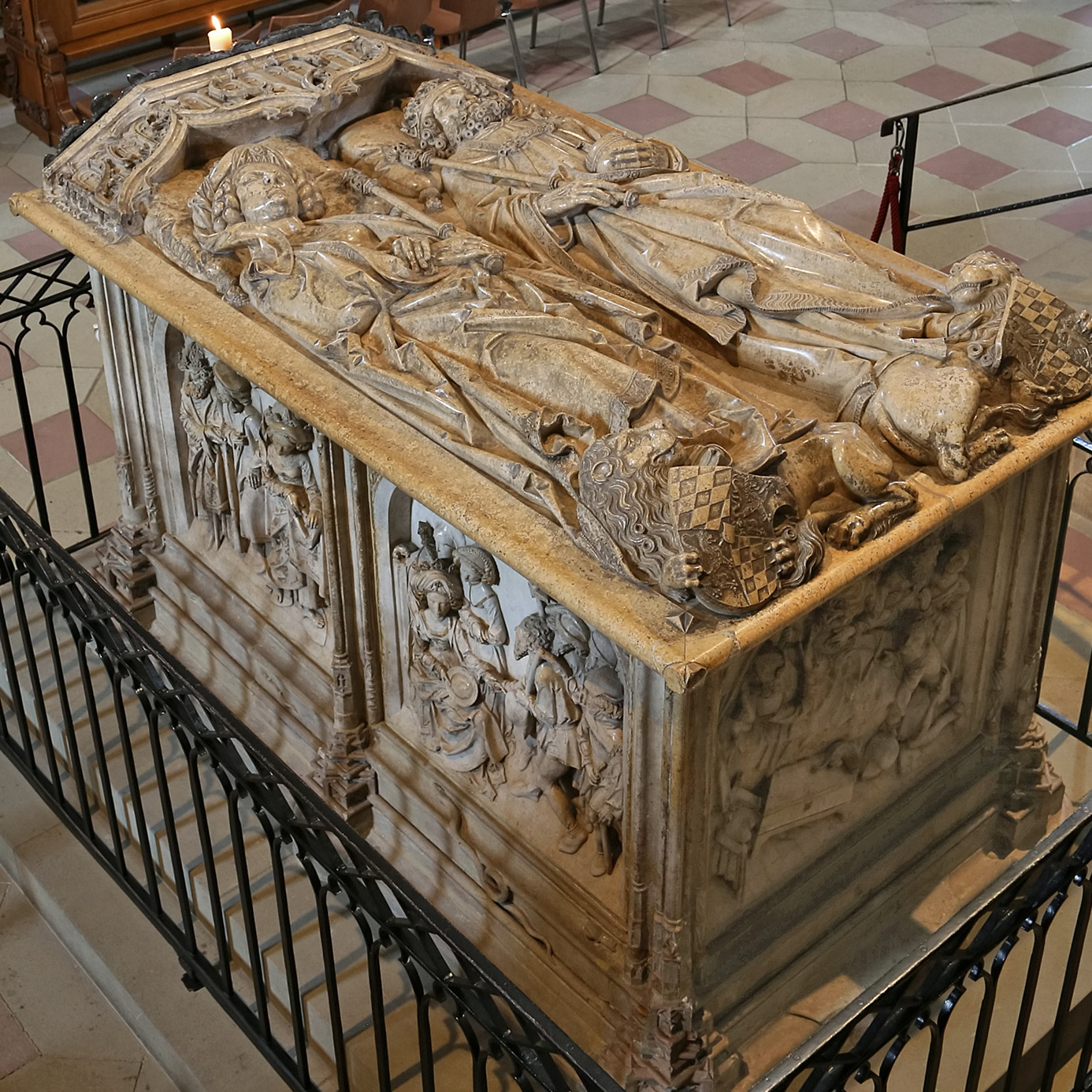
Grabmal Heinrich II. und seiner Frau Kunigunde im Bamberger Dom, 1499/1514
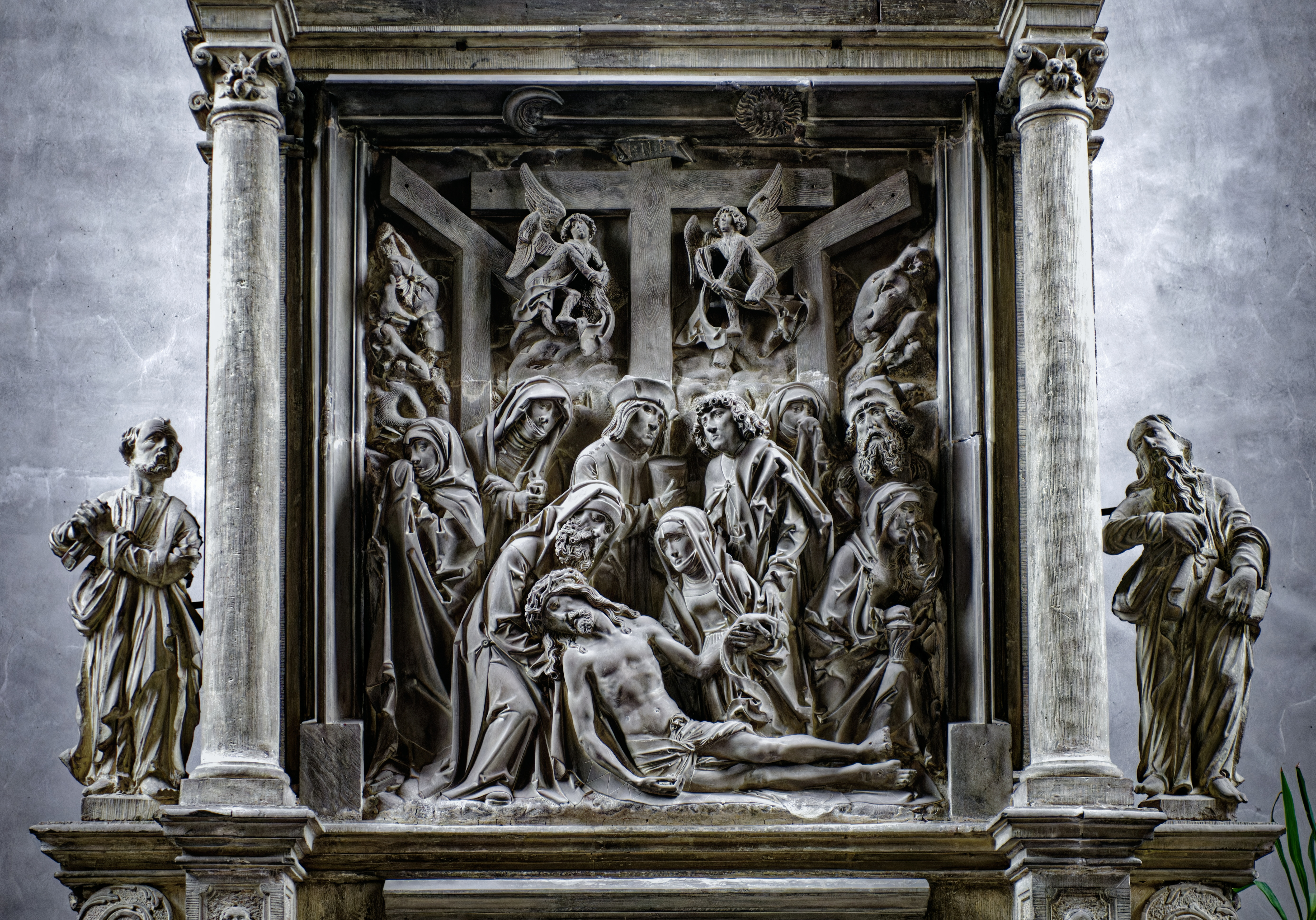
Beweinung Christi, Klosterkirche St. Afra, Maidbronn, 1525

### Werke in Kirchen (Auswahl)
Die Werke von Riemenschneider befinden sich in einem Radius von ca. 100 km um Würzburg.
Würzburg
- Dom St. Kilian
  - Grabmal des Bischofs Rudolf II. von Scherenberg, 1496/1499
  - Diakon, der eine aufgeschlagene Bibel zum Lesen bereithält, um 1500[34]
  - Madonna
  - Epitaphaltar des Fürstbischofs Lorenz von Bibra, 1520/1522
- Adam und Eva, Sandstein, 1491/1494, Marienkapelle (Südportal). Seit 1975 befinden sich dort Kopien, die Originale sind im Mainfränkischen Museum in Würzburg ausgestellt.
- Kollegiatstift Neumünster
  - Steinerne Madonna, 1493
  - Frankenapostel Kilian, Kolonat und Totnan, 1945 zerstört
- Beweinung Christi, Sandstein, 1525, katholische Kirche St. Afra, ehem. Zisterzienserinnen-Klosterkirche in Maidbronn
- Madonna in St. Burkard
- Ölberggruppe, Sandstein, aufgestellt 1510, Pfarrkirche Sankt Laurentius (Ölbergkapelle) in Heidingsfeld

Werke außerhalb Würzburgs
- Bamberger Dom: Kaisergrab, 1499/1514
- Bibra (Grabfeld), Kirche St. Leo: Apostelaltar, Kirchenväteraltar und Verkündigungsaltar, Lindenholz, alle um 1500
- Creglingen, Herrgottskirche, Marien-Retabel, Lindenholz, um 1505/1508
- Detwang, Pfarrkirche St. Peter und Paul: Kreuzigungs-Retabel, 1505/1508
- Eisingen, katholische Pfarrkirche St. Nikolaus: Kruzifix, um 1500/1505
- Großostheim, Pfarrkirche St. Peter u. Paul: Beweinungsgruppe Christi, Holz, um 1515
- Oberthulba (Gemeinde), Pfarrkirche in Hassenbach: Hassenbacher Vesperbild, Lindenholz, um 1490
- Haßfurt, Pfarrkirche St. Kilian: Johannes der Täufer, um 1490 (und eine Madonna sowie drei weitere Figuren)
- Iphofen, Stadtpfarrkirche St. Vitus: Johannes der Evangelist, (kein Datum)
- Kleinschwarzenlohe, Evangelische Allerheiligenkirche: Apostel-Abschiedsaltar, 1491
- Münnerstadt, Katholische Stadtpfarrkirche St. Maria Magdalena: Magdalenenretabel, 1490/1492
- Rothenburg ob der Tauber, Jakobskirche: Heiligblut-Retabel, Lindenholz, 1501/1505
- Steinach an der fränkischen Saale, Pfarrkirche St. Nikolaus und Katharina: Kruzifix, 1516
- Volkach (Nähe), Wallfahrtskirche Maria im Weingarten: Madonna im Rosenkranz, um 1521/1524

### Werke in Museen (Auswahl)
- Würzburg, Museum für Franken, Staatliches Museum für Kunst- und Kulturgeschichte, hat mit rund 80  Werken Riemenschneiders und solchen aus seiner Werkstatt bzw. seines Umfeldes die weltweit größte Sammlung seiner Werke
  - Adam und Eva, vom Südportal der Marienkapelle
  - Trauernde Maria, um 1510, stammt aus Acholshausen
- Berlin, Skulpturensammlung und Museum für Byzantinische Kunst im Bode-Museum
  - Trauernde Frauen einer Beweinung Christi aus dem Sockel des Hochaltarretabels der Franziskanerkirche Rothenburg o. d. T., um 1485/1490, Lindenholz, ursprüngliche Farbfassung von Martin Schwarz (409)
  - Die Vier Evangelisten des Münnerstädter Altars, 1490/1492 (402–405)
  - Die Erscheinung Christi vor Maria Magdalena, Relieftafel vom Münnerstädter Retabel, 1490/1492 (2628)
  - Der heilige Georg im Kampf mit dem Drachen, um 1490/1495 (Ident. Nr. 414)
- Hamburg, Museum für Kunst und Gewerbe
  - Muttergottes auf der Mondsichel, um 1503/1505[35]
- Heidelberg, Kurpfälzisches Museum
  - Zwölfbotenaltar aus Windsheim
- Köln, Museum für Angewandte Kunst
  - Mondsichelmadonna, 1495 (Inv.-Nr. A 1156)
- München, Bayerisches Nationalmuseum
  - Zwei Figurengruppen aus einem Kreuzigungsaltar, 1485/90, mit alter Fassung (Inv.-Nr. 94/63.1 & 94/63.2)
  - Entrückung der Hl. Magdalena (auch Hl. Magdalena von Engeln erhoben), 1490/92, aus dem Hochaltar in der Münnerstädter St. Maria Magdalena-Kirche (MA 4094, MA 3428, MA 3429, 11/305, 11/306, 13/1307, 13/1308, auch einzeln aufrufbar)
  - Heilige Barbara, um 1510
- Nürnberg, Germanisches Nationalmuseum
  - Heilige Elisabeth v. Thüringen, um 1510, Würzburg (Pl.O.2413)
  - Anbetung der Heiligen Drei Könige, um 1485/90, Würzburg
- Schwäbisch Hall, Johanniterkirche
  - Lüsterweibchen, um 1505/1510[36]
  - Muttergottes mit Kind, um 1490[37]
- Stuttgart, Landesmuseum Württemberg
  - Trauernde Frauen aus einer Beweinung Christi[38]

## Ausstellungen (Auswahl)
- 1981: Würzburg, Mainfränkisches Museum: Tilman Riemenschneider – Frühe Werke
- 1999: Washington, National Gallery of Art und New York, Metropolitan Museum of Art: Tilman Riemenschneider. Master Sculptor of the Late Middle Ages[39]
- 2003: Nürnberg, Germanisches Nationalmuseum: Treffpunkt der Meisterwerke. Tilman Riemenschneider zu Gast im Germanischen Nationalmuseum
- 2004: Würzburg, Doppelausstellung: Mainfränkisches Museum: Werke seiner Blütezeit und Museum am Dom: Werke seiner Glaubenswelt
- Heilbad Heiligenstadt, Eichsfeldmuseum: Tilman Riemenschneider (Dauerausstellung)[40]
- 2008: Nürnberg, Germanisches Nationalmuseum: Enthüllungen. Restaurierte Kunstwerke von Riemenschneider bis Kremser Schmidt[41]
- 2011/2012: Schwäbisch Hall, Johanniterkirche: Riemenschneider im Chor. Das Bode-Museum Berlin zu Gast in der Johanniterhalle Schwäbisch Hall[42]

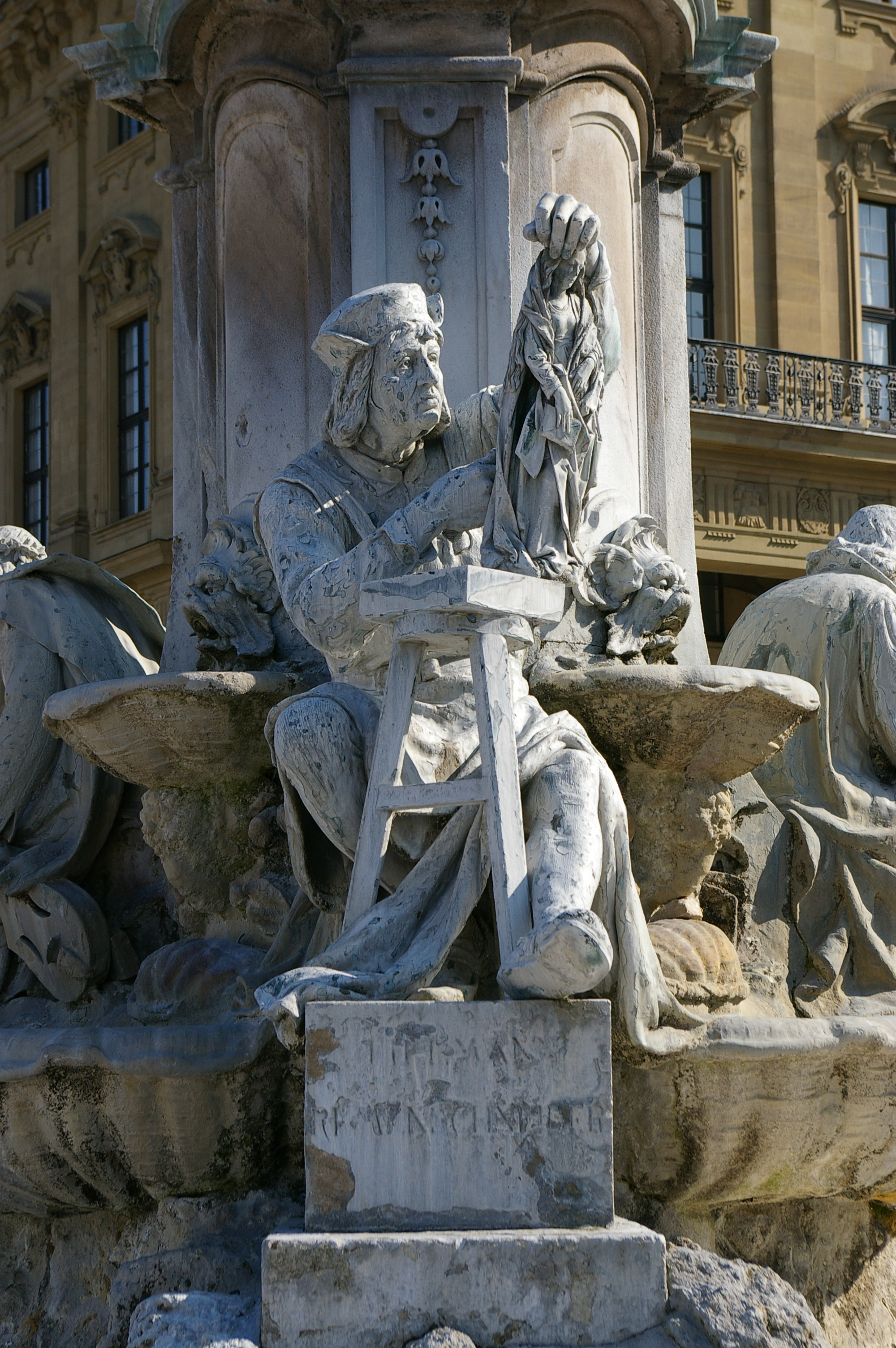
Tilman Riemenschneider am Frankoniabrunnen von 1894 vor der Würzburger Residenz

## Erinnern und Gedenken
Erst im 19. Jahrhundert wurden auch Tilman Riemenschneiders Kunstfertigkeit und seine Kunstwerke wiederentdeckt und gewürdigt.
Eine Gedenktafel in der Würzburger Sterngasse erinnert an ihn als Baumeister und Bürgermeister.
1960 wurde das Riemenschneider-Gymnasium in Würzburg nach ihm benannt.
Zum 450. Todestag 1981 wurde Tilman Riemenschneider in der DDR mit einer 5-Mark-Gedenkmünze gewürdigt. Die Deutsche Bundespost brachte eine Briefmarke im Nennwert von 60 Pfennig (Michel-Nr. 1099) mit einer Skulpturengruppe aus einem Kreuzigungsaltar heraus.
Im März 1996 wurde der Asteroid (6145) Riemenschneider nach ihm benannt.
Am 25. August 2005 wurde in Osterode am Harz die 1420 in städtisches Patronat übergebene, frühere Lateinschule in Tilman-Riemenschneider-Gymnasium umbenannt.

Die Evangelische Kirche in Deutschland erinnert mit einem Gedenktag im Evangelischen Namenkalender am 7. Juli an Riemenschneider.

## Rezeption in der Kunst
Romane und Erzählungen
- Ludwig Bäte: Tilman Riemenschneider kehrt heim. Erzählung. Christophorus-Verlag, Freiburg i. Br. 1948.
- Tilman Röhrig: Riemenschneider. Historischer Roman. Piper, München 2007, ISBN 978-3-492-05055-5.
- Karl Heinrich Stein: Tilman Riemenschneider im deutschen Bauernkrieg. Geschichte einer geistigen Haltung. Wien 1937.
- Leo Weismantel: Dill Riemenschneider. Der Roman seines Lebens. Herder, Freiburg i. Br. 1936.

Oper
- Casimir von Pászthory: Tilman Riemenschneider (1957).

Theater
- Joachim Tettenborn: Tilman Riemenschneider (1981), Auftragsarbeit für die Riemenschneider-Festspiele Würzburg auf der Festung Marienberg, 11. Juli bis 9. August 1981.

Film
- Tilman Riemenschneider (DDR 1958), Regie: Helmut Spieß.